# Storia della cartografia

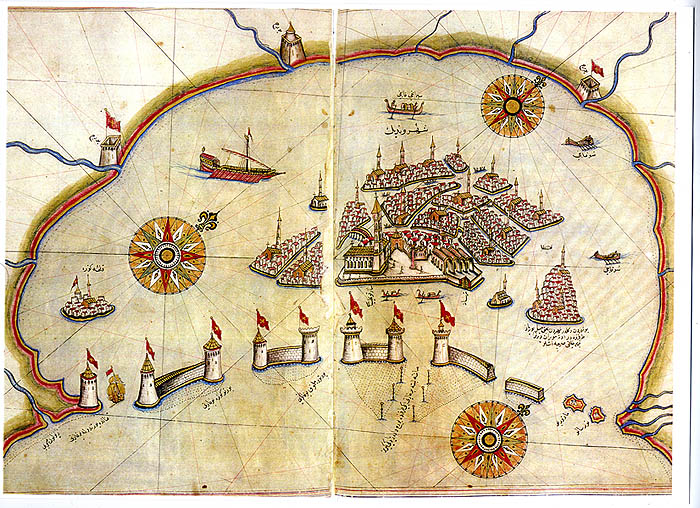
La laguna di Venezia in uno dei manoscritti del Kitab-i Bariye

## Preistoria e popoli senza scrittura
Si ritiene oggi che delle rappresentazioni spaziali siano apparse già in uno stadio iniziale dell'umanità. Si trattava di rappresentazioni su materiali deperibili (legno, osso, pelle) o di schizzi sulla sabbia e perciò non si sono conservate tracce di esse. Rappresentazioni di questo tipo sono tuttavia ancora documentate nel XX secolo presso popoli senza scrittura, come gli aborigeni australiani.

### Paleolitico
Le più antiche testimonianze conosciute di qualcosa che assomigli ad una rappresentazione cartografica non riguardano la terra, ma il cielo, così come appare di notte. Sui muri delle grotte di Lascaux sono stati infatti osservati dei puntini dipinti databili al 16.500 a.C. che rappresentano il cielo notturno ed in cui si possono riconoscere Vega, Deneb e Altair (il cosiddetto Triangolo estivo), nonché le Pleiadi.
Nella grotta di El Castillo, in Spagna, è dipinta una mappa di puntini della Corona Boreale risalente al 12.000 a.C.
Pitture parietali ed incisioni rupestri che utilizzavano segni geometrici possono essere servite a riconoscere la forma di un dato paesaggio, come una collina o un centro abitato Una lastra di arenaria levigata risalente al 12.000 a.C. e proveniente da una grotta della Navarra potrebbe rappresentare figure sovrapposte a schizzi di animali; benché essa possa semplicemente rappresentare un paesaggio spirituale o semplici incisioni.

### Neolitico
Al Neolitico risale un'altra pittura parietale che assomiglia ad una carta geografica: essa fu dipinta intorno al 6.200 a.C. nel villaggio di Çatalhöyük in Anatolia. Questa raffigurazione potrebbe rappresentare una pianta del villaggio stesso; tuttavia, recenti studi hanno messo in dubbio tale interpretazione.
Variamente datate fra il V ed il II millennio a.C. sono alcune incisioni rupestri della Val Camonica composte da elementi geometrici (rettangoli, cerchi, puntini) interpretabili come rappresentazioni "topografiche" del territorio agricolo). Ve ne sono nella Riserva naturale Incisioni rupestri di Ceto, Cimbergo e Paspardo. Analoga sequenza è presente sul Monte Bego, oggi in Francia, l'altro grande polo dell'arte rupestre alpina.

### Età del bronzo

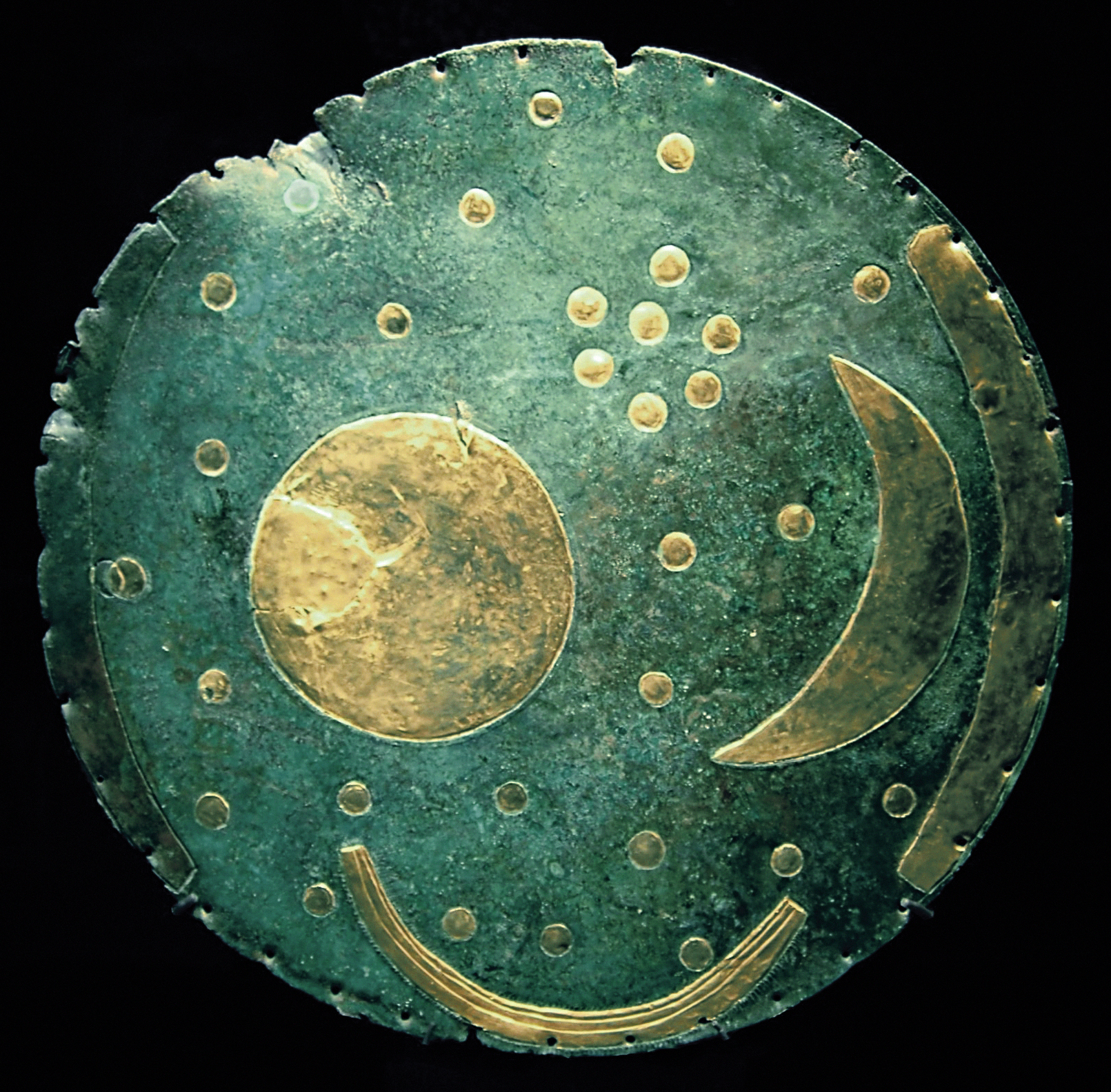
Il disco di Nebra

Al XVIII o XVII secolo a.C. risale il Disco di Nebra, un disco di bronzo su cui sono rappresentate la luna piena, la luna calante e le Pleiadi. Il reale significato dell'oggetto non è però stato ancora compreso.

### Oceania

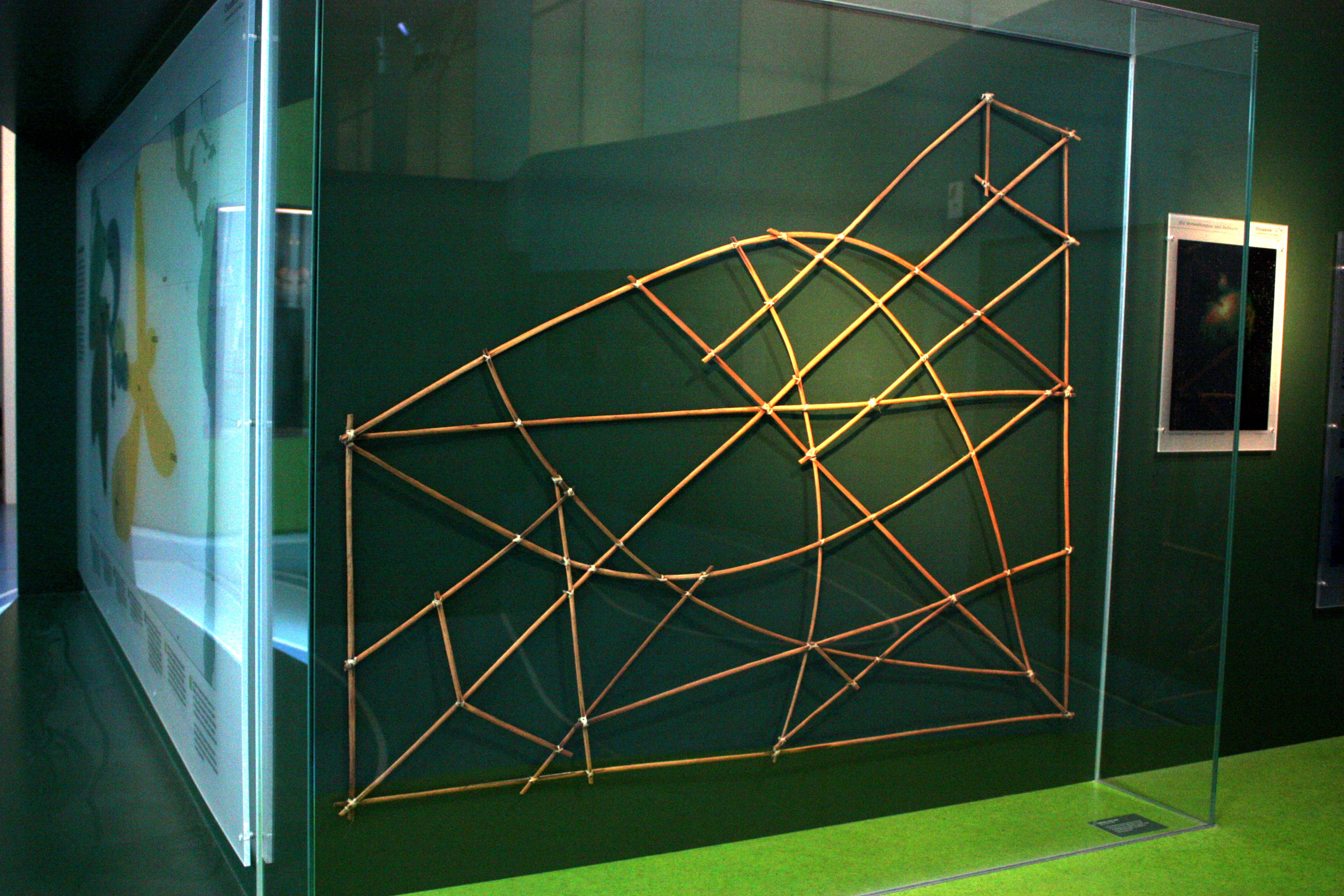
Carta nautica delle isole Marshall

Le popolazioni polinesiane che esplorarono il Pacifico e ne colonizzarono le isole nei due millenni d.C., utilizzavano delle rappresentazioni per navigare su lunghe distanze. In particolare gli indigeni delle isole Marshall realizzavano delle rappresentazioni costituite di bastoncini legati a formare un reticolato, cui erano legate strisce di foglia di palma a rappresentare venti e correnti marine, mentre delle conchiglie indicavano la posizione delle isole

### America
Gli Eschimesi intagliavano dei bastoni per rappresentare la linea della costa.
I Nativi americani erano abituati a disegnare mappe su cortecce di betulle.
Hernán Cortés riferì che in più occasioni gli Aztechi gli avevano fornito delle mappe di facile lettura. Della cartografia azteca ci rimane il Codice Tepetlaoztoc, scritto dopo la conquista, ma usando la simbologia cartografica precolombiana.

## Antichità

### Mesopotamia
Della cartografia mesopotamica ci sono rimaste alcune testimonianze.
La più antica rappresentazione cartografica consiste in una tavoletta d'argilla proveniente dalla città accadica di Nuzi (odierna Yorghan Tepe, a sudovest di Kirkuk in Iraq). Risale ad un'epoca fra il 2340 ed il 2200 a.C. La tavoletta, che misura 7,6 × 6,8 cm, rappresenta una valle fluviale fra due file di colline nel nord della Mesopotamia. Scritte cuneiformi accompagnano le figure sulla mappa, fra cui un appezzamento di terra indicato come 354 iku (12 ettari) appartenente ad una persona di nome Azala. Le catene di colline sono rappresentate giustapponendo dei semicerchi, i fiumi sono raffigurati con delle linee, le città con dei cerchi. Sono indicati anche i punti cardinali.
Da Babilonia proviene una tavoletta d'argilla del periodo cassita, risalente circa al 1500 a. C., delle dimensioni di 21 × 18 cm, custodita presso l'Università di Jena. Si tratta di un frammento della pianta della città sacra di Nippur, su cui sono rappresentate le mura e le porte della città, nonché diversi edifici ed il fiume Eufrate. Le scritte sono in caratteri cuneiformi ed in lingua sumerica.
La più antica rappresentazione del mondo conosciuta è la cosiddetta Mappa mundi babilonese (e nota anche come Imago Mundi).
È incisa su di una stele del VI secolo a.C. e mostra, come ricostruita da Eckhard Unger, la Babilonia sull'Eufrate ed è circondata da una landa circolare che mostra l'Assiria, l'Armenia e varie città, circondata da un "fiume amaro" (Oceanus), con sette isole che lo circondano in modo da formare una stella a sette punte. Il testo che l'accompagna parla di sette regioni esterne, oltre l'oceano circolare. La descrizione di cinque di queste è sopravvissuta.

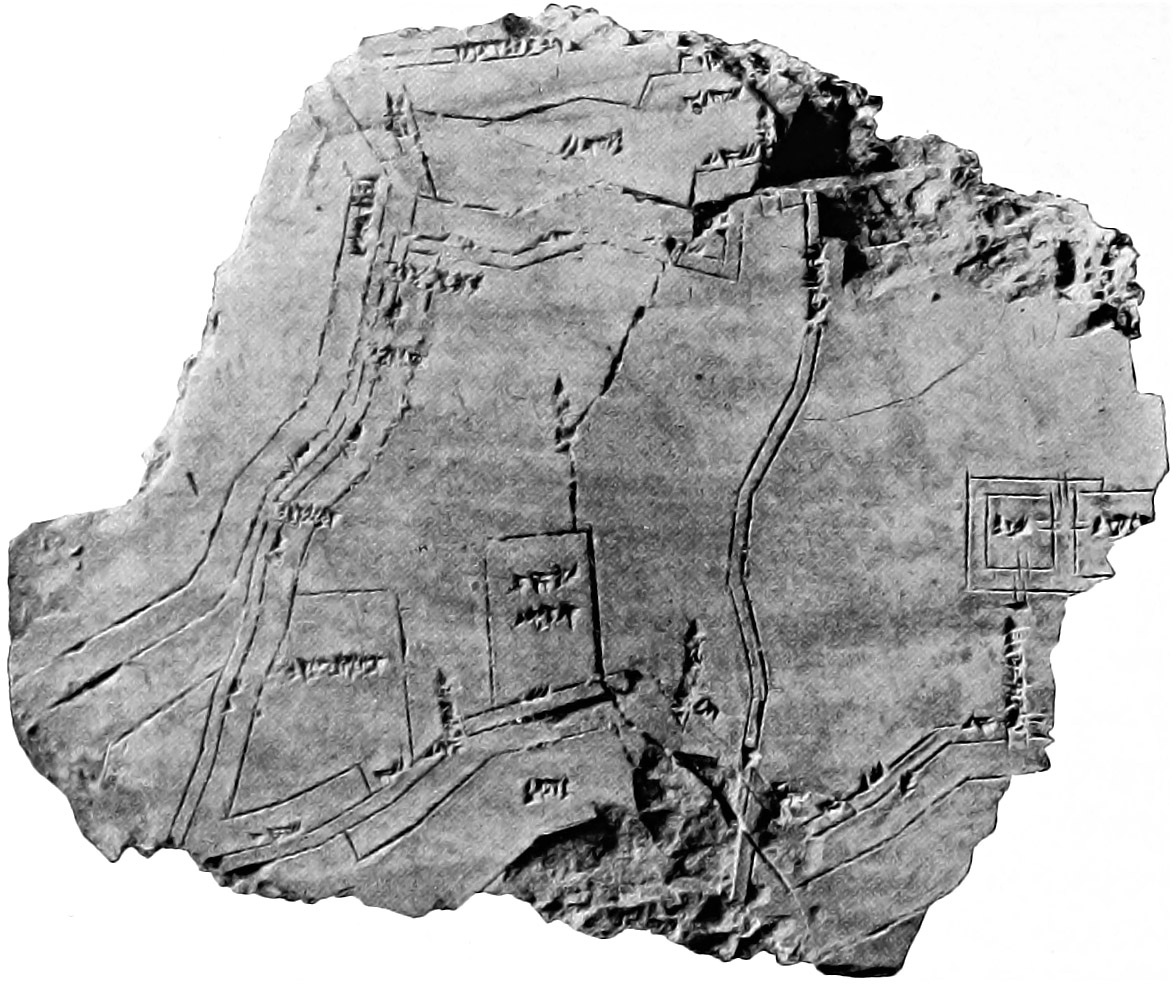
La pianta della città di Nippur
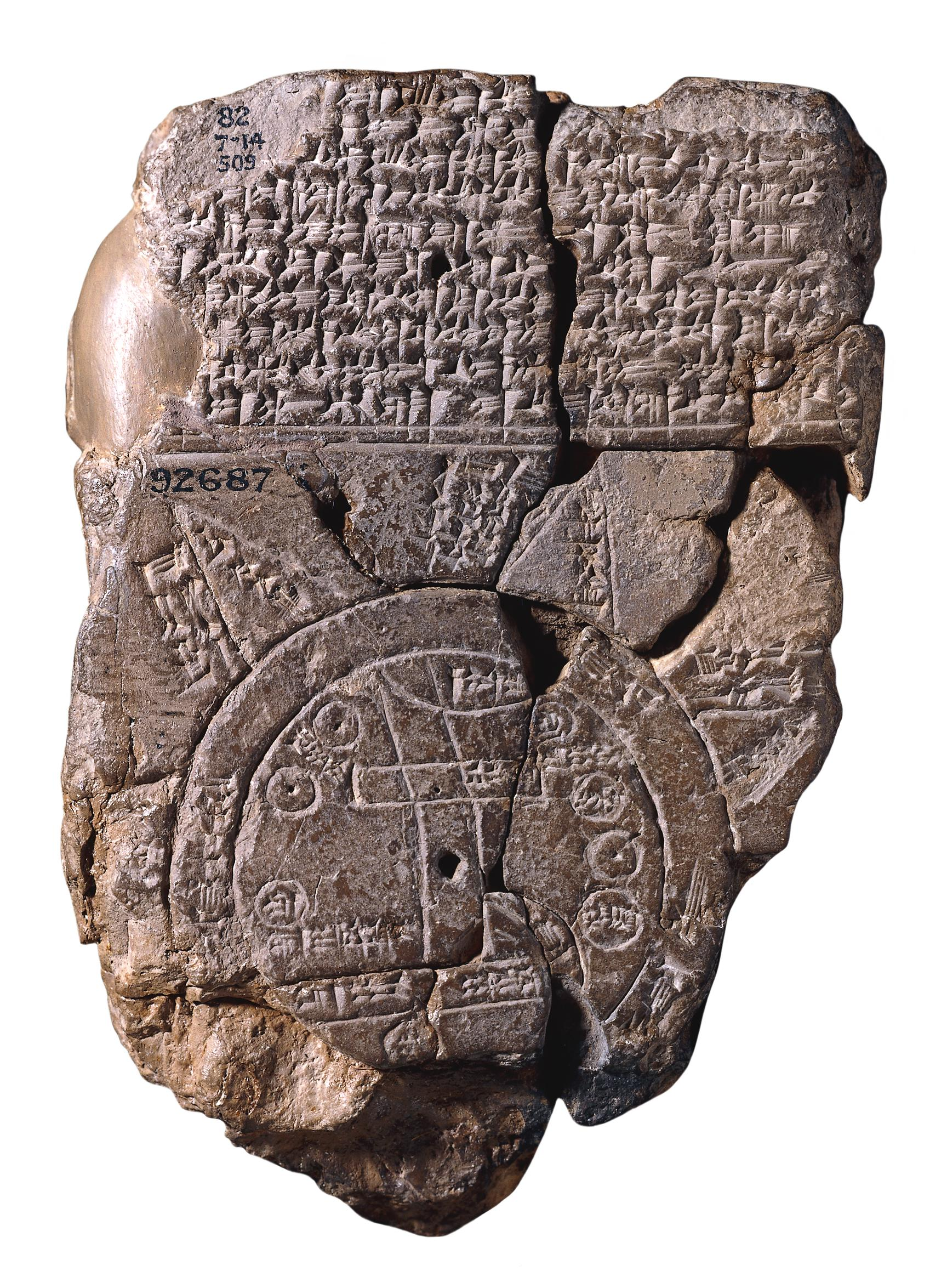
La cosiddetta "Mappa mundi babilonese" od "Imago Mundi"

### Antico Egitto

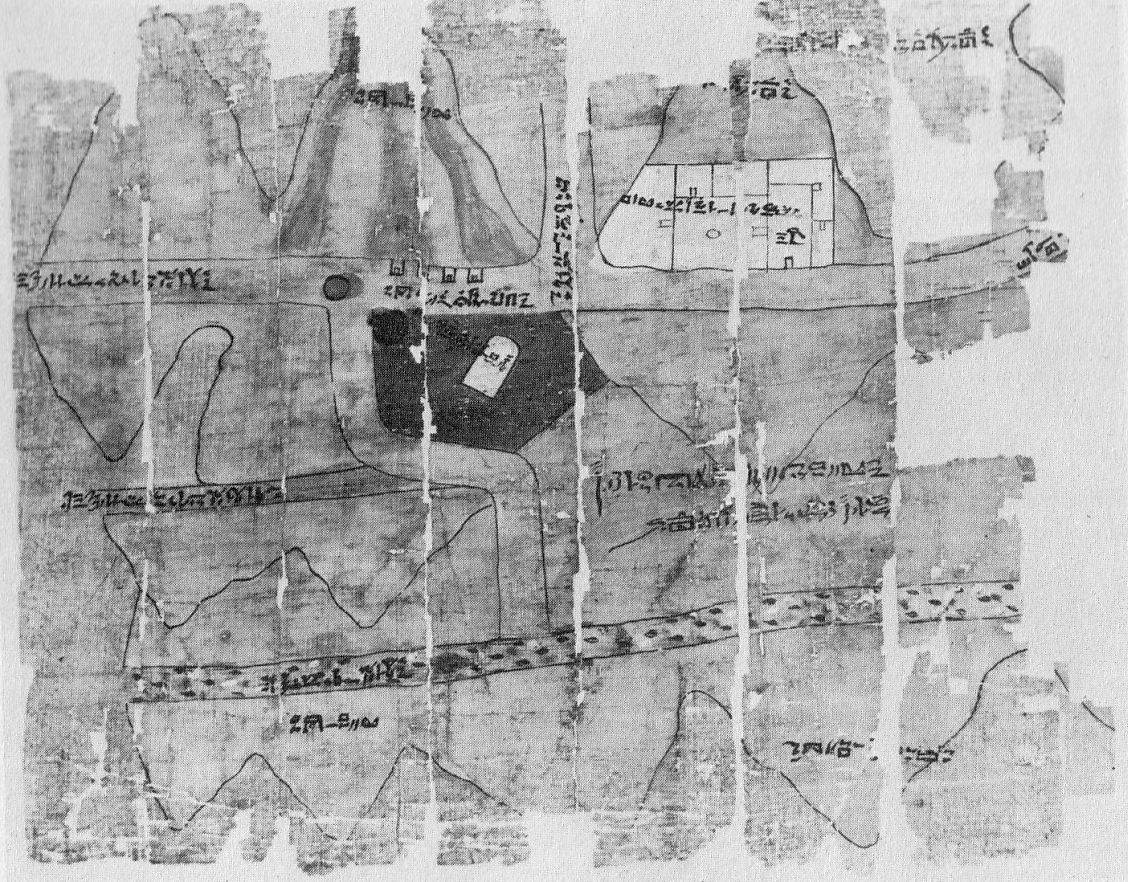
Particolare del sito minerario dal papiro delle miniere

Esempi di carte o piante dell'Antico Egitto sono piuttosto rare. Tuttavia, quelle rimaste dimostrano attenzione per la geometria e tecniche di rilevazione evolute, forse stimolate dal bisogno di ristabilire gli esatti confini delle proprietà dopo le piene annuali del Nilo.
Il Papiro delle miniere, conservato al Museo Egizio di Torino e datato fra il 1290 ed il 1147 a.C., rappresenta l'area mineraria dell'Alto Egitto. Vi sono indicate le miniere di oro e d'argento, le residenze dei minatori, i pozzi, le strade, il tempio di Amon. È orientata con precisione ed i colori sono usati per evidenziare aree differenti.

### Italia

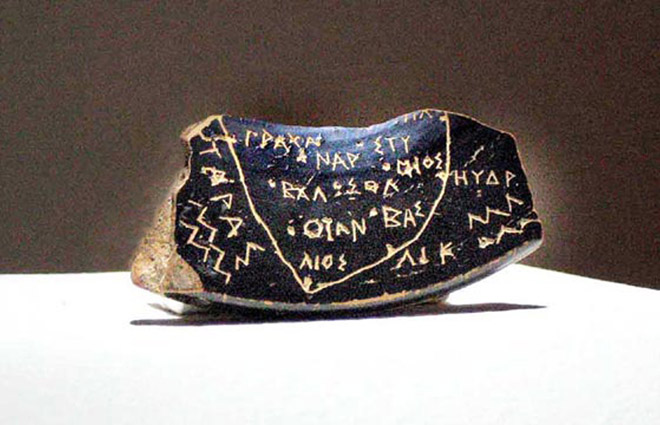
La mappa di Soleto

Nel 2003 è stata scoperta negli scavi archeologici avvenuti a Soleto la mappa di Soleto, in un primo momento ritenuta la più antica rappresentazione geografica occidentale, risalente al V sec. a.C. e prodotta dalla tribù iapigia dei Messapi, rappresenta parte della penisola salentina con l'ubicazione esatta delle principali città-stato dell'epoca, tra le quali la stessa Soleto. In realtà, secondo alcuni studi indipendenti, la mappa di Soleto sarebbe da ritenersi sicuramente falsa («the "Soleto map" [...] is surely a hoax»).

### Grecia
Le testimonianze cartografiche dell'Antichità Classica sono più abbondanti di quelle delle epoche precedenti. Tuttavia, esse non ci sono pervenute direttamente, ma attraverso le descrizioni contenute in opere di epoche successive. I progressi della cartografia greca furono dovuti sia alla quantità di informazioni raccolte da navigatori e viaggiatori, sia ai progressi dell'astronomia.

#### Grecia arcaica e classica

Ricostruzione della carta di Anassimandro.

Ricostruzione della carta di Ecateo

Nell'età arcaica il centro della cartografia greca era la costa dell'Asia Minore ed in particolare la città di Mileto, che era allora il maggior porto del Mediterraneo.
Tanto Strabone che Agatemero e Temistio affermano che Anassimandro di Mileto, discepolo di Talete, avrebbe per primo disegnato e reso pubblica una carta della Terra, in greco detta πίναξ. Questa prima opera cartografica, redatta intorno al 541 a.C., non è tuttavia giunta fino a noi. Anassimandro credeva che la Terra avesse forma cilindrica, come una colonna di pietra sospesa nello spazio La parte abitata della Terra era circolare, a forma di disco e presumibilmente situata sulla superficie superiore del cilindro.
Sempre secondo gli stessi autori greci, circa mezzo secolo più tardi Ecateo di Mileto si avvalse dell'opera di Anassimandro per fornirne una versione più estesa sulla base delle conoscenze acquisite attraverso i Persiani, del cui impero Mileto faceva parte. Anche questa carta non ci è pervenuta.
Ecateo rappresentava la terra come un disco perfetto circondato dall'Oceano con la Grecia al centro, secondo lo schema derivato dai poemi omerici. La carta accompagnava il libro di geografia di Ecateo, la Periodos Ges o Periegesis, ovvero il Giro del mondo, che è la prima relazione di viaggio priva di elementi soprannaturali. In essa le distanze erano misurate empiricamente in giorni di navigazione (in mare) o in giornate di marcia (sulla terraferma).
Secondo lo storico Erodoto la carta di Ecateo fu incisa su di una tavola di bronzo e fu portata a Sparta da Aristagora, tiranno di Mileto, per chiedere aiuto durante la rivolta delle città della Ionia contro l'Impero Persiano nel 499- 494 a.C.

#### Periodo ellenistico-romano: l'introduzione delle coordinate geografiche
Benché l'ipotesi della sfericità della Terra fosse già stata avanzata, in tempi antichi da Pitagora, da Filolao e da Parmenide e alla sua epoca da Eudosso di Cnido, fu Aristotele con la sua autorità a darne la prova definitiva in base ad alcune osservazioni:
- L'eclisse lunare è sempre circolare
- Le navi sembrano affondare man mano che si allontanano verso l'orizzonte
- Certe stelle sono visibili solo da alcune parti della Terra.

In conseguenza della sfericità della Terra, il discepolo di Aristotele Dicearco da Messina intorno al 300 a.C. redasse un nuovo πíναξ in cui venivano abbozzati i meridiani e i paralleli: in particolare Dicearco usò come riferimento il cosiddetto "diaframma", ovvero il parallelo che andava dalle Colonne d'Ercole al Paropamiso passando per l'isola di Rodi, e forse disegnò anche il meridiano passante per la stessa isola.
Successivamente, intorno al 200 a.C., il terzo bibliotecario della Biblioteca di Alessandria, Eratostene di Cirene, sulla base dell'angolo formato dai raggi solari riuscì a calcolare in modo molto soddisfacente il raggio e la circonferenza terrestri. Eratostene arricchì il sistema di coordinate sferiche descrivendo ulteriori paralleli e meridiani, in particolare il meridiano passante per Syene, Alessandria, Rodi e Bisanzio e quello passante per Cartagine, Messina e Roma. Sulla base di tali coordinate, adombrando una proiezione cilindrica, disegnò una nuova immagine dell'intero mondo conosciuto, dalle isole britanniche (per le quali usò il resoconto di Pitea) fino a Taprobana, e dal Mar Caspio fino all'Etiopia.
Anche le opere di Eratostene sono andate perdute e possiamo ricostruirle soltanto attraverso quanto ci dicono Cleomede e Strabone.
Anche di Ipparco di Nicea non ci sono pervenute opere e ne conosciamo le idee soprattutto attraverso Strabone. Ipparco, sulla base del meridiano calcolato da Eratostene, divise la circonferenza terrestre in 360 gradi e così concepì il metodo per individuare una posizione sulla Terra mediante l'indicazione della latitudine e della longitudine. Per calcolare quest'ultima si basava sulle differenze di ora locale in occasione delle eclissi di luna; mentre per determinare la latitudine raccomandava di basarsi sull'angolo di elevazione delle stelle e non su quello del sole a mezzogiorno, come si era fatto fino ad allora. Con questo metodo l'astronomo rodio arricchì notevolmente il catalogo delle latitudini e longitudini delle località. Ipparco probabilmente studiò anche le prime proiezioni orizzontali come la gnomonica, la ortografica e la stereografica.
In età romana, nel I secolo, Marino di Tiro realizzò una carta geografica dell'ecumene, usando come meridiano di riferimento quello passante per le Isole Fortunate e come limite settentrionale il parallelo di Thule. Per realizzare le sue carte Marino aveva usato una semplice proiezione cartografica cilindrica equidistante, nella quale meridiani e paralleli sono rappresentati da una griglia di linee rette che si intersecano ortogonalmente formando un reticolo quadrato.
La principale opera geografica greca che ci sia pervenuta e che abbia fortemente influenzato le epoche successive, fino al Rinascimento, è la Geographike Hyphegesis, ovvero la Geografia, di Claudio Tolomeo. Le fonti principali di Tolomeo furono l'opera di Marino di Tiro, di cui copiò anche gli errori, e i resoconti di viaggi attraverso l'impero romano, quello persiano ed altrove: tuttavia, gran parte delle informazioni relative a paesi al di fuori dell'Impero erano imprecise. Tolomeo riteneva che le terre emerse coincidessero con le regioni allora conosciute (la cosiddetta ecumene), che andavano dalle Isole Fortunate alla Serica, da Thule all'Etiopia, a Taprobana e al Chersoneso Aureo.
La prima parte della Geografia contiene una spiegazione dei metodi impiegati. Dopo aver affrontato il problema di determinare le coordinate dei luoghi, Tolomeo affronta il problema successivo, quello che caratterizza la cartografia, ovvero il modo di rappresentare una porzione di superficie sferica su una carta piana. È ovvio che non si può farlo senza distorsioni e bisogna scegliere quali sono le caratteristiche che si vuole che la trasformazione conservi. 
Per rappresentare l'intera ecumene, Tolomeo riteneva che si dovessero utilizzare le proiezioni coniche. Egli proponeva due versioni di proiezioni coniche, quella equidistante a meridiani rettilinei, spezzati in coincidenza dell'Equatore, e quella pseudoconica cosiddetta "omeotera" a meridiani curvilinei, che anticipava la proiezione di Bonne.
Per le carte delle province dell'Impero Romano Tolomeo, invece, usò la semplice proiezione cilindrica già usata da Marino di Tiro. Le distorsioni introdotte da questa proiezione, a parere di Tolomeo, la rendevano improponibile per una carta generale ma erano sufficientemente contenute nel caso delle carte regionali.
La seconda parte della Geografia è invece una lista di 8000 luoghi con le loro latitudini e longitudini. La latitudine era misurata a partire dall'equatore, come si fa ancora oggi. Quanto alle longitudini, Tolomeo fissò il meridiano di longitudine 0 in corrispondenza al territorio più occidentale di cui fosse a conoscenza, le Isole Fortunate, che sono state identificate con le attuali isole Canarie. Inoltre la carta era orientata verso nord, come si fa tuttora.

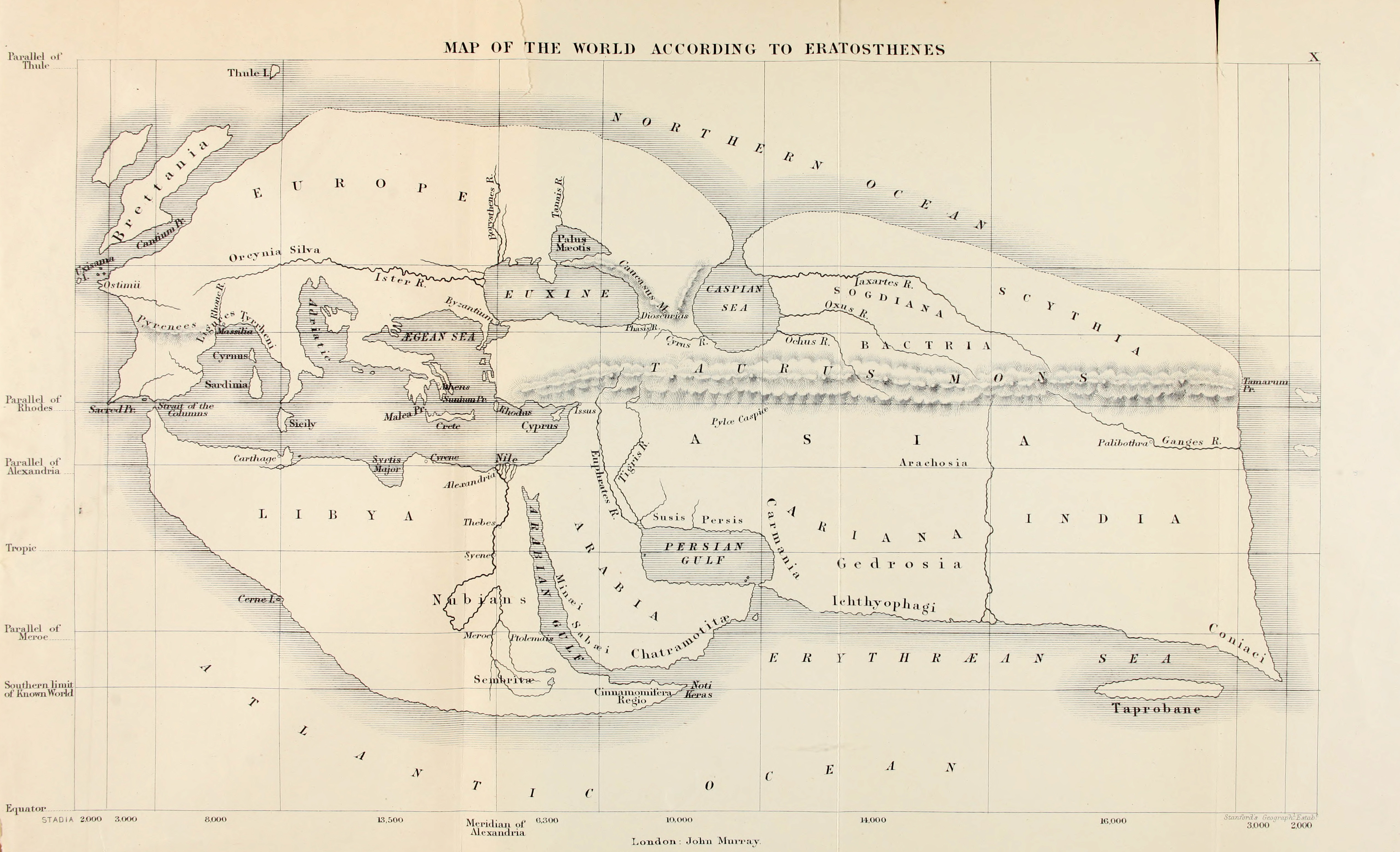
Ricostruzione della carta del mondo di Eratostene
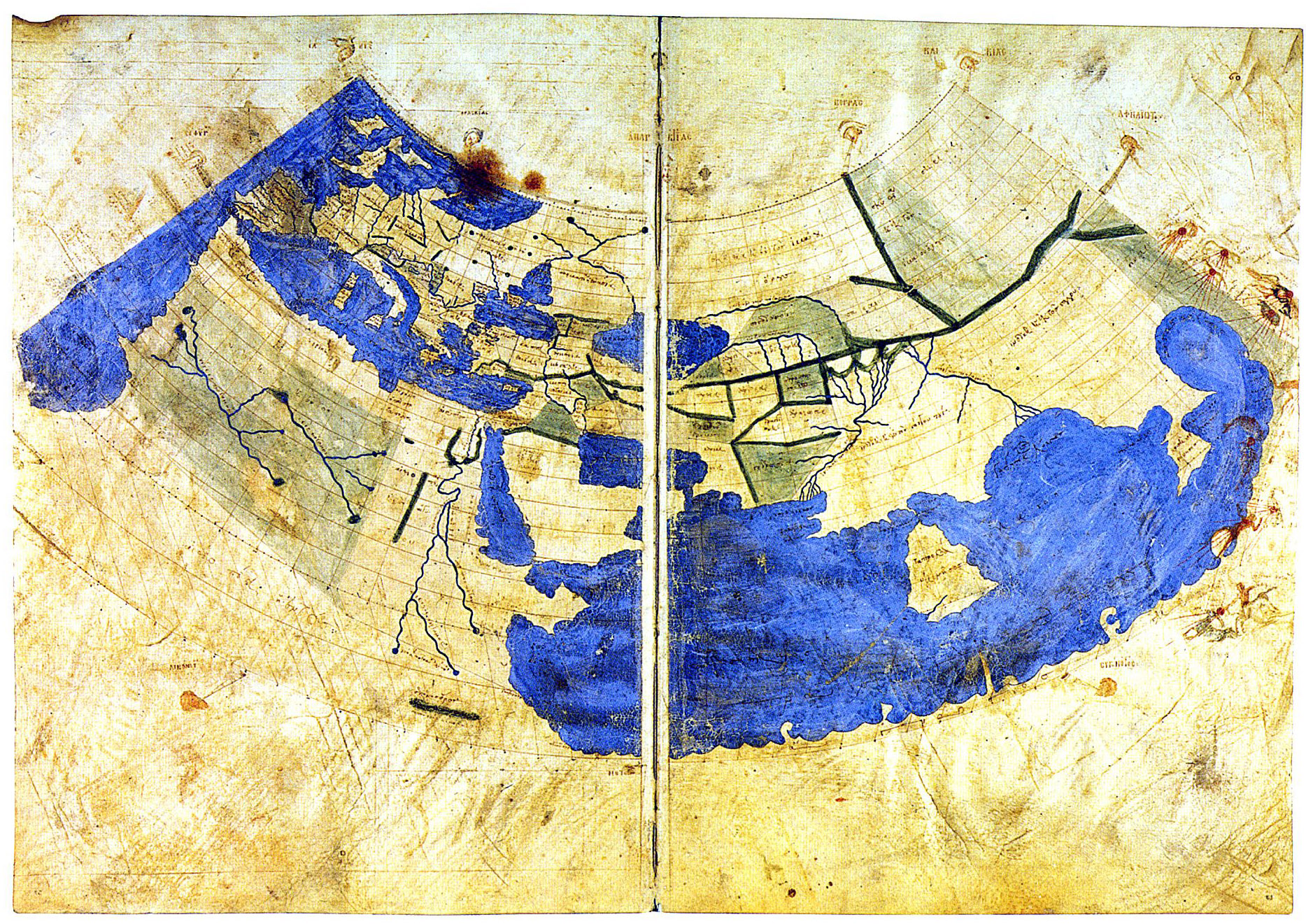
La carta di Tolomeo, ridisegnata riprendendo l'originale, dai monaci di Costantinopoli sotto Massimo Planude, intorno al 1300.
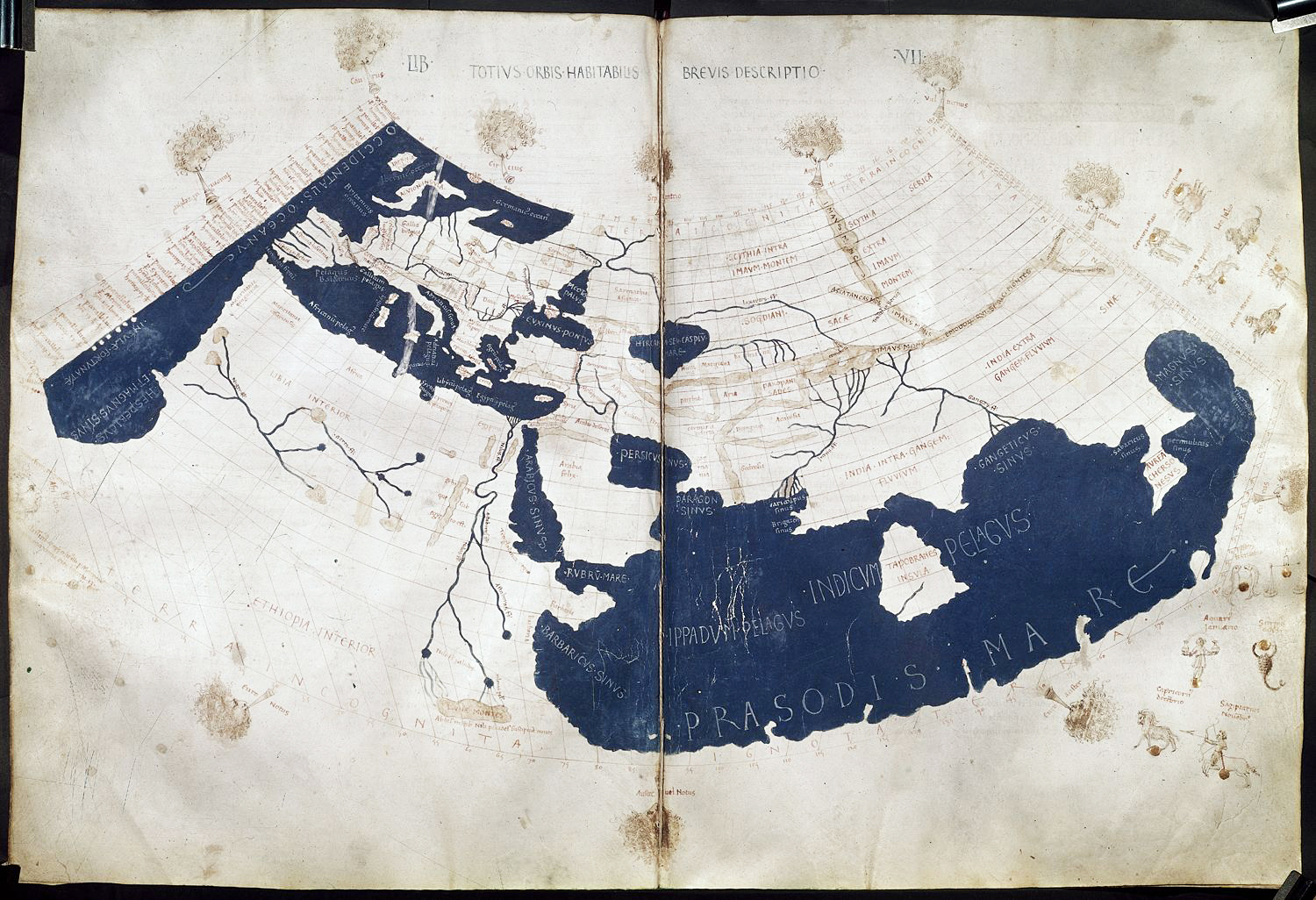
Ricostruzione della carta di Tolomeo secondo la proiezione conica
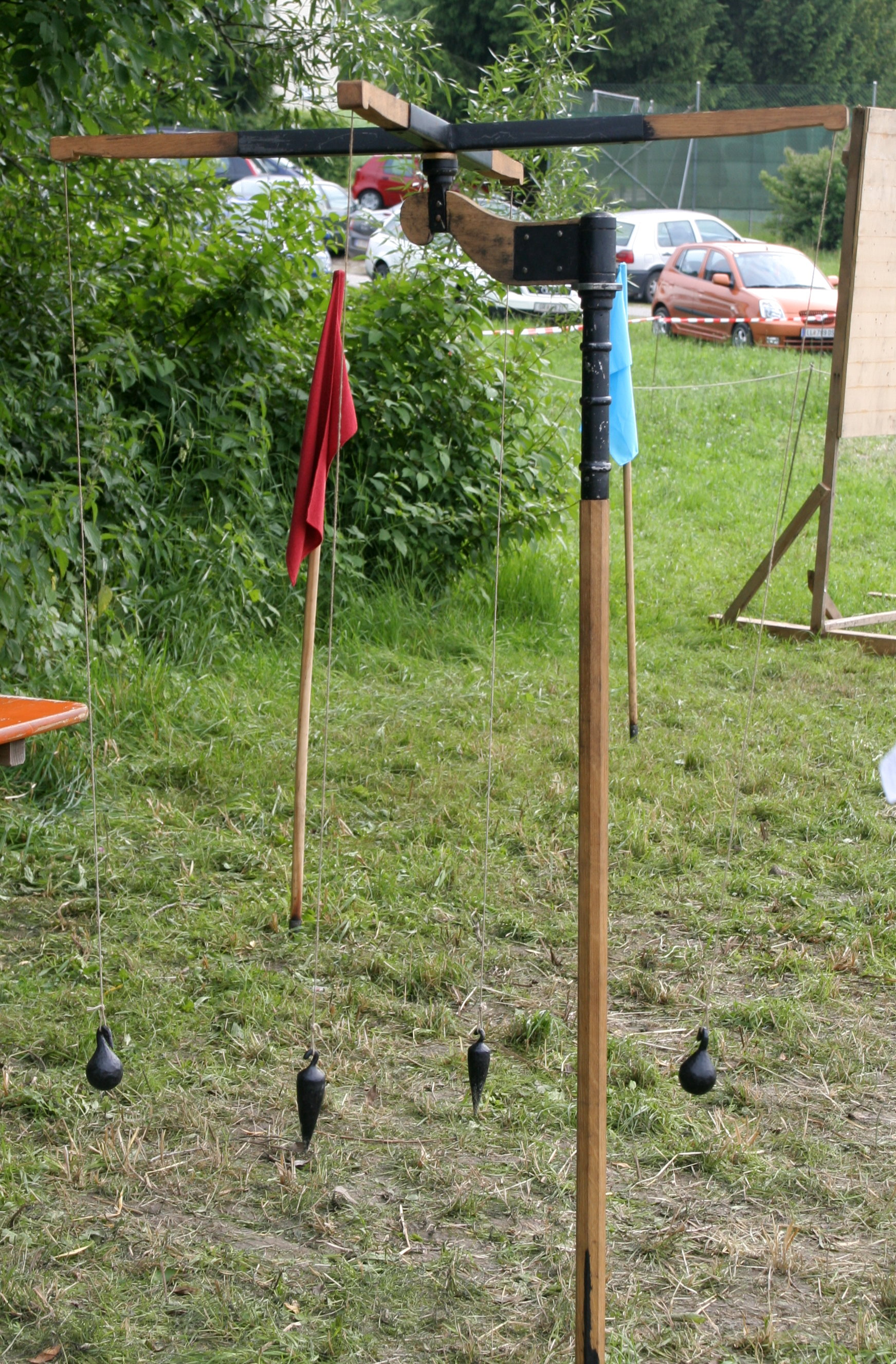
Una moderna ricostruzione della groma romana
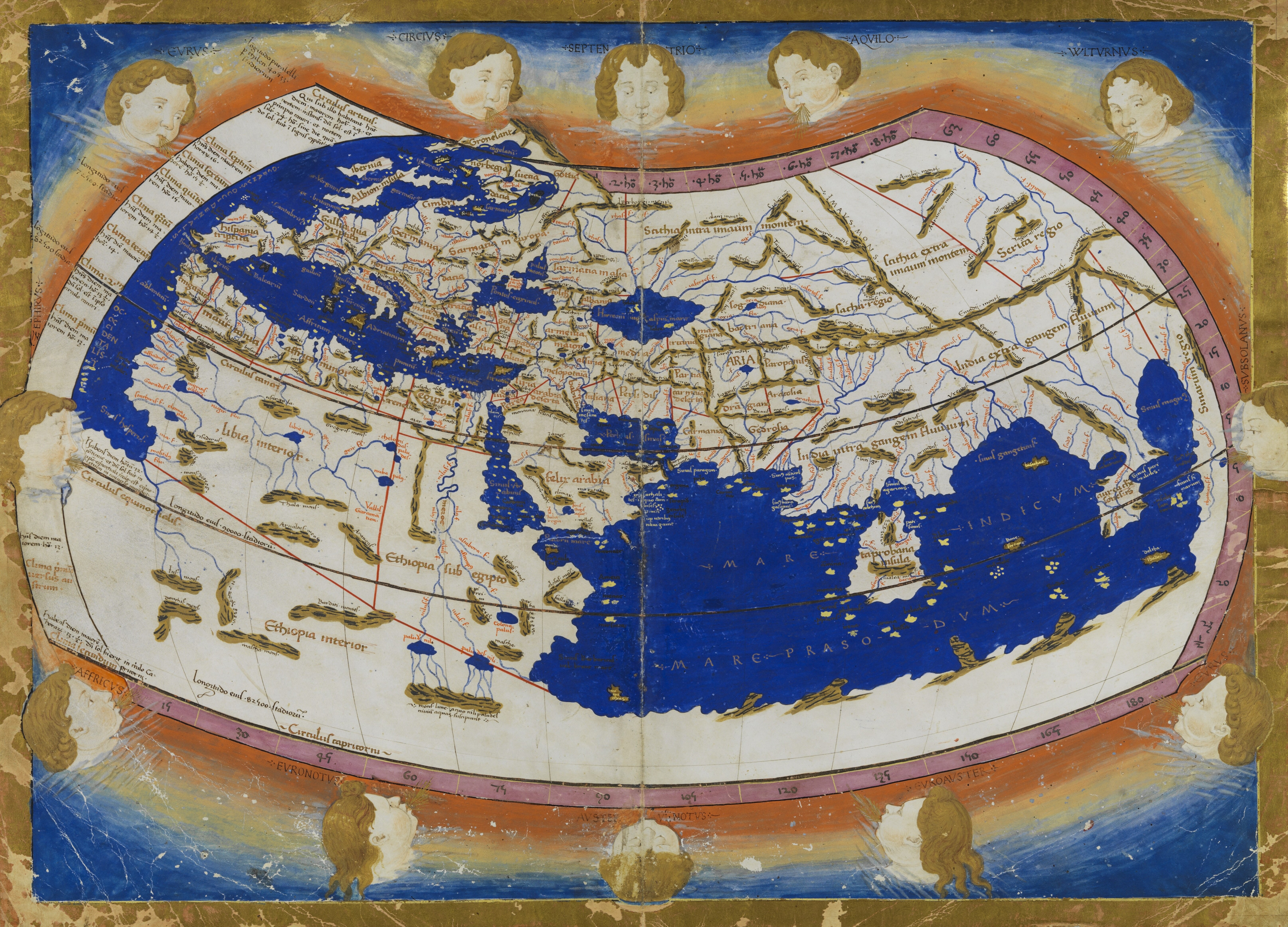
Ricostruzione della carta di Tolomeo secondo la proiezione pseudoconica

### Roma
Il maggior geografo romano, Pomponio Mela, non redasse carte geografiche. Tuttavia, i Romani diedero un notevole contributo alla cartografia di carattere pratico.

#### Mappe catastali e centuriazione

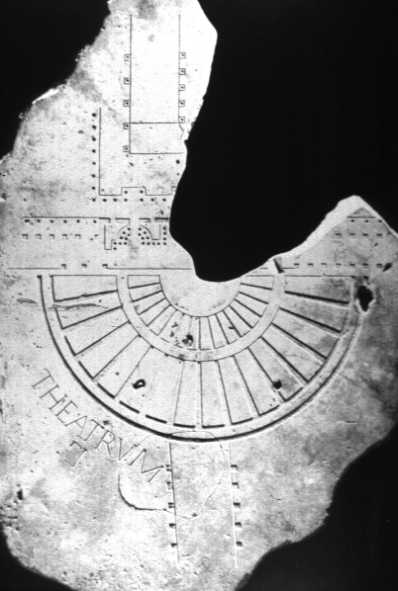
Frammento della Forma Urbis Severiana con il teatro di Pompeo

I romani svolsero in modo sistematico l'attività di agrimensura (l'odierna topografia), sia nel senso di operare rilievi, sia in quello di disegnare il territorio, tracciando nuove città a pianta ortogonale e frazionando il territorio agricolo in quadrati o rettangoli (la cosiddetta centuriazione).
Lo strumento con cui operavano i mensores romani era la groma, dalla quale deriva l'altro nome con cui erano conosciuti i mensores, ovvero gromatici. 
La groma era costituita da un'asta verticale che si conficcava nel terreno e recava sulla sommità un braccio di sostegno per due aste orizzontali tra loro ortogonali. L'estremità delle aste avevano dei fori a distanza uguale sui quali venivano appesi dei fili a piombo, che risultavano a due a due tra loro ortogonali e servivano per traguardare i capisaldi. 
Benché siano stati soprattutto i Romani a lasciarci testimonianze scritte sull'uso della groma, tuttavia lo strumento sembra aver avuto origine in Mesopotamia e da qui fu importato dai Greci nel IV secolo a.C. Dai Greci passò agli Etruschi e successivamente il suo utilizzo passò ai Romani.
L'attività dei gromatici portò alla redazione di mappe catastali precise. La maggior parte di esse erano probabilmente redatte su papiro e non ci sono pervenute. Tuttavia in alcuni casi una copia era incisa su lastre di marmo ed esposta nel foro cittadino. Di tali carte topografiche ci sono rimasti alcuni frammenti, in particolare della Forma Urbis Romae e del cosiddetto "catasto di Orange", l'antica Arausio.
La Forma Urbis Romae è una pianta della città di Roma antica incisa su lastre di marmo, risalente all'epoca di Settimio Severo. Realizzata tra il 203 e il 211, era collocata in una delle aule del Tempio della Pace. Essa misurava in origine circa 13 m in altezza per 18 di larghezza (pari a circa 61 x 43 piedi romani)

#### Carte itinerarie

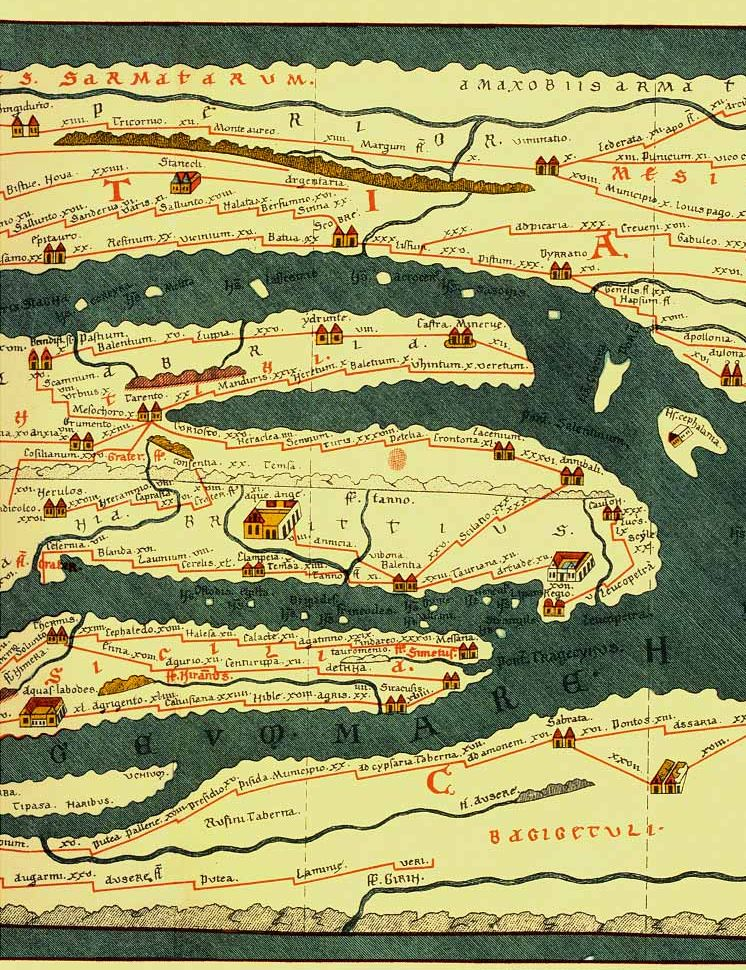
Particolare della Tabula Peutingeriana con l'Italia meridionale e la Sicilia fra la costa dalmata e quella libica

Un secondo tipo di carte prodotte dai Romani, di utilità soprattutto militare ma anche commerciale, sono le carte itinerarie, cioè quelle carte in cui non vengono rispettate le forme (ed in particolare gli angoli e le aree), ma solo le distanze, e sono costruite come se il territorio fosse schiacciato "a pantografo".
La prima carta itineriaria di cui abbiamo notizia è il cosiddetto Orbis pictus, la carta del mondo di forma circolare fatta realizzare da Marco Vipsanio Agrippa (64 a.C. - 12 a.C.), amico e genero dell'imperatore Augusto. Si pensa che la sua redazione fosse finalizzata ad illustrare il cursus publicus (cioè la rete viaria pubblica sulla quale si svolgeva il traffico dell'impero, dotata di stazioni di posta e servizi a distanze regolari, che era stata appunto riordinata da Augusto). Dopo la morte dell'imperatore, la carta fu incisa nel marmo e posta sotto la Porticus Vipsaniæ, non lontano dall'Ara Pacis, lungo la Via Flaminia.
L'unica carta itineraria rimasta è la Tabula Peutingeriana. Si tratta di una copia realizzata nel XII-XIII secolo di un'antica carta romana che mostrava le vie militari dell'Impero. È attualmente conservata presso la Hofbibliothek di Vienna.
La Tavola è composta da 11 pergamene riunite in una striscia di 680 x 33 centimetri. La Tabula mostra tutto l'Impero romano, il Vicino Oriente e l'India, indicando il Gange e Sri Lanka (Insula Taprobane). Vi è menzionata anche la Cina. 
Mostra 200.000 km di strade, con l'indicazione delle distanze in miglia, ma anche la posizione di mari, fiumi, foreste, catene montuose. Vi sono indicate circa 555 città e altre 3.500 particolarità geografiche, come i fari e i santuari importanti, spesso illustrati da una piccola figura.
La datazione della Tabula è complessa, in quanto contiene informazioni contraddittorie: mostra la città di Costantinopoli, che fu fondata nel 328; d'altra parte non rappresenta la Via Emilia Scauri, costruita nel 109 a.C. ed invece indica la città di Pompei, che non fu mai più ricostruita, dopo l'eruzione del Vesuvio nel 79.

### Cina

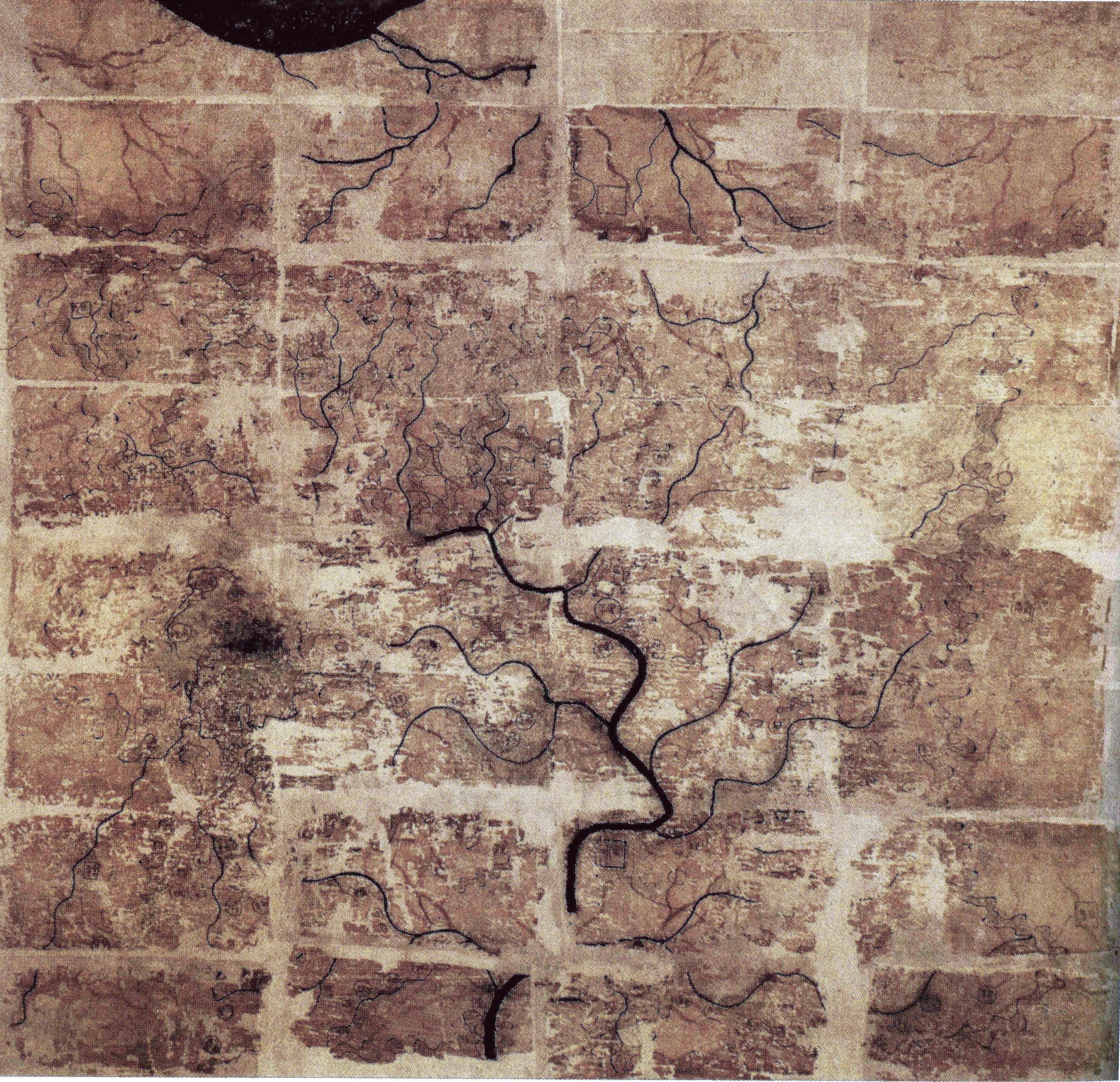
La seconda carta di Mawangdui

Le più antiche rappresentazioni cartografiche cinesi rimaste risalgono al IV secolo a.C., ovvero al tempo della Dinastia Qin. Si tratta di sette blocchi di legno il cui disegno è parzialmente sovrapposto. Le mappe raffigurano il bacino del fiume Jialing e dei suoi tributari nel Szechuan. La carta riporta i nomi dei capoluoghi amministrativi, inseriti in cornici rettangolari Fiumi e strade sono rappresentati da linee. Le carte sono orientate con il nord in alto.
Un altro ritrovamento riguarda un frammento di mappa su carta risalente alla Dinastia Han, ovvero all'inizio del II secolo a.C.. La carta rappresenta montagne, fiumi e strade, e si ritiene che copra il territorio della precedente dinastia Qin.
Le tre carte su seta risalenti alla Dinastia Han trovate a Mawangdui sono orientate con il nord verso il basso ed il sud in alto Queste tre carte sono più dettagliate delle precedenti, in quanto coprono aree più vaste, utilizzano molti simboli ed inseriscono informazioni sulla popolazione e le forze militari. Inoltre esse indicano anche le distanze. La prima delle carte rappresenta l'area delle tombe in cui furono trovate; la seconda rappresenta i regni tributari di Changsha e Nanyue (nel nord dell'attuale Vietnam); la terza raffigura le guarnigioni miliari del sud al confine con Nanyue nel 181 d.C..
Alla dinastia Han risale anche lo Huainanzi a cura del principe Liu An del 139 d.C. Il quarto capitolo dell'opera espone sistematicamente i principi della topografia.
Nel 267 Pei Xiu fu nominato Ministro dei Lavori Pubblici dall'imperatore Wu Di della Dinastia Jìn. Benché l'uso di una rete di riferimenti ortogonali nella cartografia cinese fosse già invalso prima di lui Pei Xiu fu il primo a teorizzare in un trattato di "quadrettare" le mappe per ottenere una maggior precisione nelle distanze. Pei sottolineò sei principi che dovevano essere osservati quando si disegnava una carta topografica, fra cui la quadrettatura e la scala graduata per misurare le distanze.
La successiva opinione dei Cinesi circa la cartografia dell'età Qin e Han deriva dal giudizio che ne aveva dato Pei Xiu, che non era positivo. Fu solo nel XX secolo che il giudizio di Pei Xiu fu rovesciato, in quanto le cartine Qin e Han avevano effettivamente un buon grado di precisione, mentre il maggior apporto di Pei Xiu e dei suoi contemporanei era stato l'indicazione dell'altitudine sulle carte.
Alcuni studiosi moderni ritengono che Pei Xiu abbia tratto l'idea del reticolato ortogonale da Zhang Heng (78–139), del quale non ci sono pervenute opere in merito, ma solo riferimenti di altri autori.

## Medioevo

### Bizantini

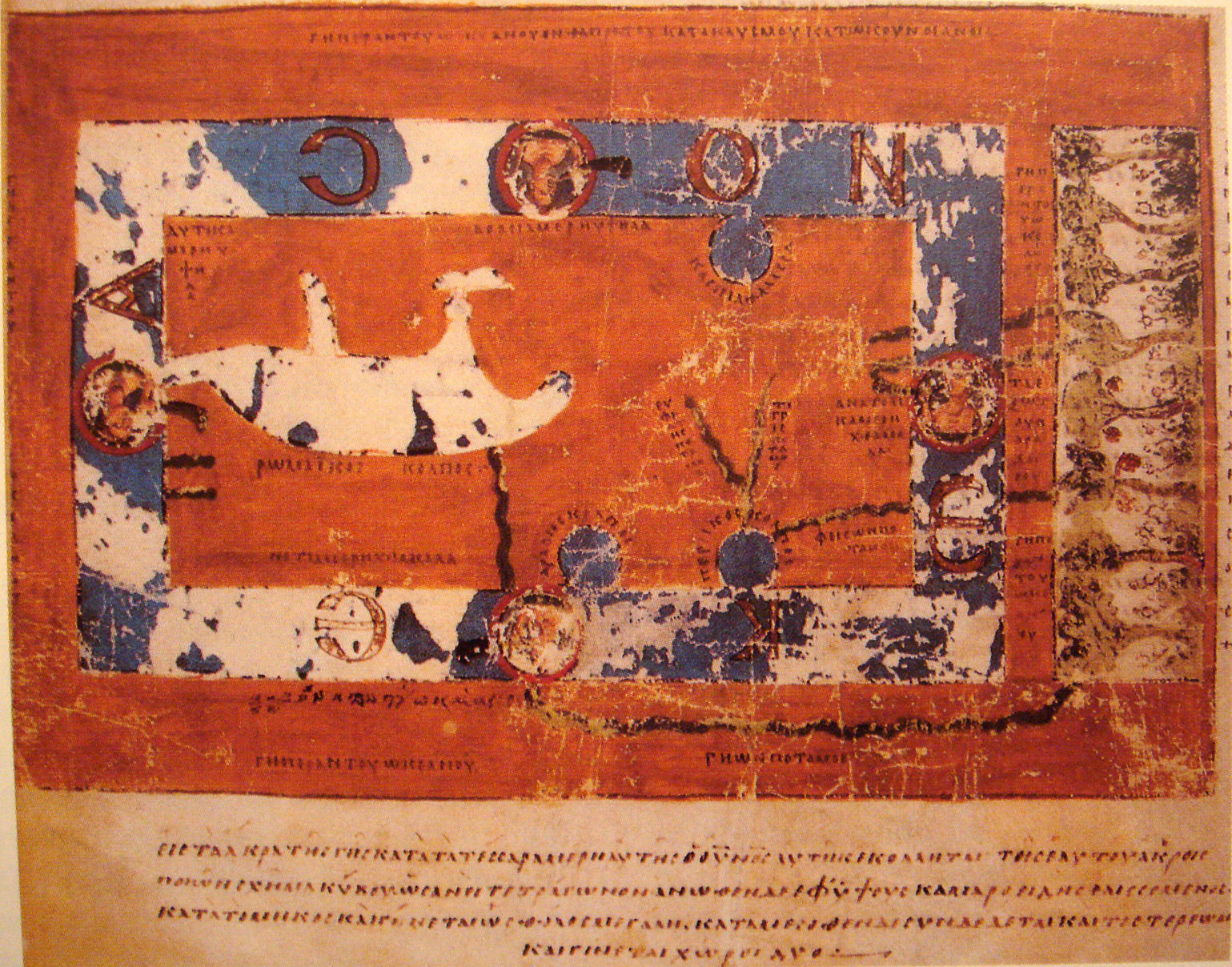
Mappamondo di Cosma Indicopleuste

Il primo cosmografo cristiano fu il bizantino Cosma Indicopleuste, il quale intorno alla metà del VI secolo scrisse la riccamente miniata Topographia Christiana, un'opera parzialmente basata sui suoi viaggi come mercante nel Mar Rosso e nell'Oceano Indiano, dove pare aver visitato il Regno di Axum, l'India e Taprobana. L'aspetto più originale della Topographia è la concezione della Terra come un rettangolo piatto sopra la quale il cielo ha la forma di un "baule" con il coperchio arrotondato, una visione che Cosma trasse da una libera interpretazione delle Scritture. Cosma contestava, infatti, l'idea dei geografi pagani che la terra fosse sferica, sostenendo invece che essa fosse stata modellata sul tabernacolo, il luogo di preghiera descritto da Dio a Mosè durante l'Esodo.

### Mondo islamico

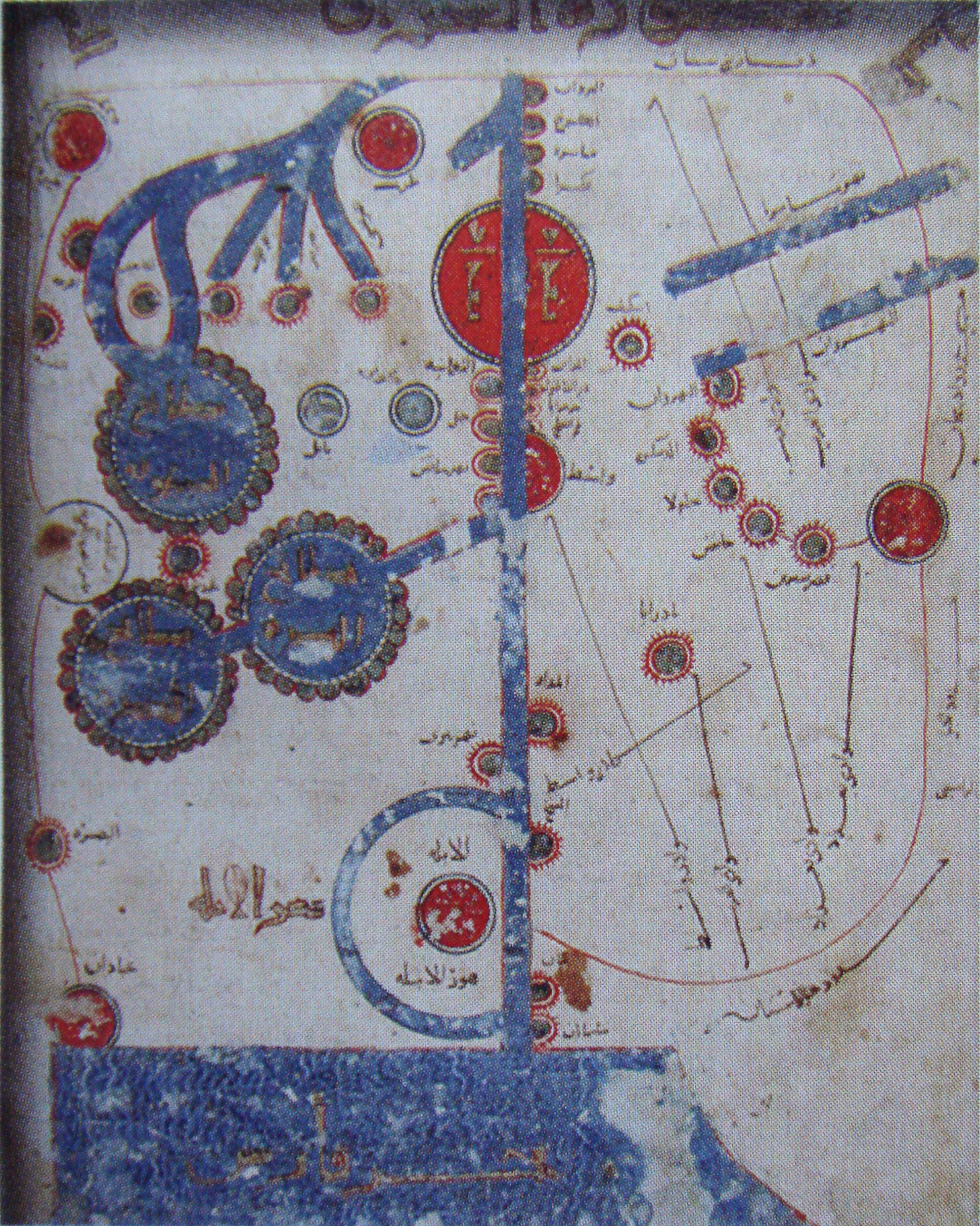
Carta del "Libro delle strade e dei regni" di al-Iṣṭakhrī.

La prima scuola cartografica musulmana nacque grazie al patronato del califfo abbaside al-Maʾmūn, che regnò dal 813 al 833. Il califfo incaricò gli studiosi della Bayt al-Ḥikma di misurare di nuovo la distanza corrispondente ad un grado meridiano e conseguentemente di ricalcolare la circonferenza terrestre. Questo portò anche alla precisazione della misura del miglio arabo (mīl). Al-Maʾūun ordinò poi la redazione di una grande carta terrestre, realizzata con il lavoro di 70 geografi, che tuttavia non ci è pervenuta: sappiamo tuttavia che era realizzata usando la proiezione cilindrica di Marino di Tiro.
Il rettore della Bayt al-Ḥikma era il famoso matematico Muḥammad ibn Mūsā al-Khwārizmī, autore fra l'altro del Kitāb ṣūrat al-Arḍ (in arabo كتاب صورة الأرض‎?), ovvero Libro sulla forma della Terra, terminato nell'833. È una versione rivista e completata della Geografia di Tolomeo e consiste in un elenco di 2402 coordinate di città e altre caratteristiche geografiche preceduto da un'introduzione generale.
All'inizio del X secolo Abū Zayd Ahmed ibn Sahl al-Balkhī fondò la cosiddetta scuola di Balkh, così chiamata dal nome della città natale del fondatore; la scuola, però, aveva sede a Baghdad. Questa scuola raccoglieva dei geografi che avevano lungamente viaggiato nel mondo islamico e ne descrivevano le regioni. Fra gli esponenti della scuola si annoverano al-Istakhri, al-Muqaddasi e Ibn Hawqal, ciascuno di loro produsse un atlante con un mappamondo e venti carte regionali. Le cartine allegate ai loro libri erano molto schematiche e stilizzate secondo linee geometriche.
Intorno al 1025 il matematico e astronomo Abū Rayhān Bīrūnī scrisse un trattatello intitolato Cartografia, ovvero uno studio sulle proiezioni cartografiche che comprendeva la prima descrizione della proiezione azimutale equidistante. In seguito sviluppò degli spunti che sono considerati un'anticipazione di un sistema di coordinate polari. Successivamente migliorò l'approssimazione del calcolo del raggio terrestre in 6.339,6 chilometri, precisando la stima di 6.314,5 km compiuta da Eratostene nel 230 a.C.

### Europa occidentale

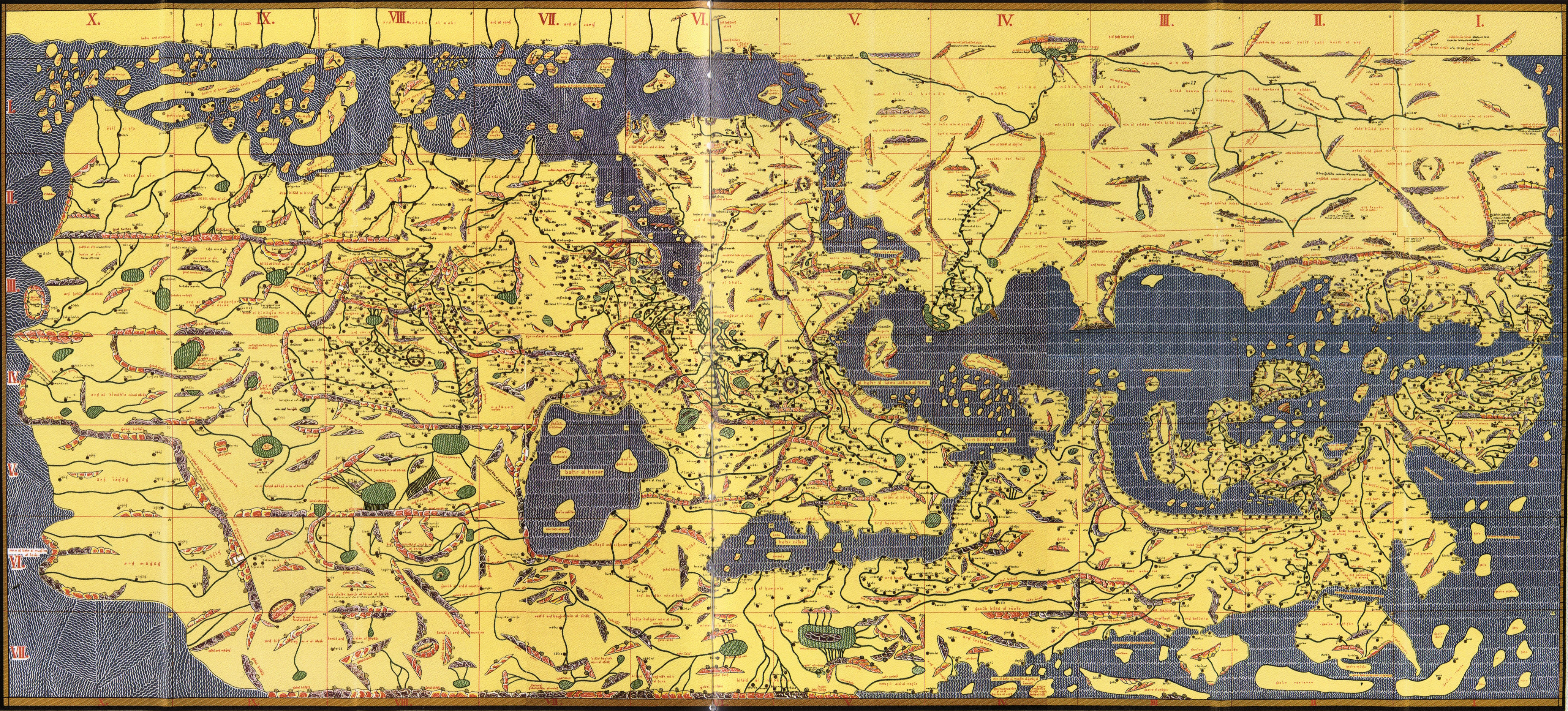
Ricostruzione della Tabula Rogeriana

Durante il Medioevo nell'Europa occidentale convissero tre tradizioni cartografiche completamente separate, ovvero (in ordine cronologico di apparizione) le Mappae mundi, i portolani e i planisferi tolemaici.
Alla corte di Ruggero II di Sicilia visse il grande geografo e cartografo arabo al-Idrisi. Egli nel 1154 realizzò un planisfero per re Ruggero, detto perciò Tabula Rogeriana, che è una delle più avanzate carte geografiche del mondo medioevale. L'originale era inciso su una lastra d'argento, andato perduto perché fuso dopo esser stato predato in occasione d'una sommossa contro il sovrano normanno Guglielmo I di Sicilia nel marzo 1161.
Lo stesso mappamondo, in 70 fogli, era allegato al libro di al-Idrisi, il cosiddetto Libro di re Ruggero. Al-Idrisi lavorò sul testo e sulla carta geografica per quindici anni alla corte del re normanno Ruggero II di Sicilia che gli aveva commissionato l'opera intorno al 1138.
Il libro, scritto in arabo, segue la divisione in sette zone climatiche (secondo il sistema stabilito da Tolomeo), ognuna ulteriormente suddivisa in dieci sezioni, e contiene delle carte geografiche che mostrano il mondo allora conosciuto: l'Europa, l'Asia quasi per intero, e l'Africa a nord dell'equatore. La carta è orientata con il sud in alto ed il nord in basso. La Tabula Rogeriana è rimasta il mappamondo più preciso per tre secoli. In esso le conoscenze risalenti a Tolomeo sono integrate con quelle dell'Oceano Indiano raccolte dai navigatori arabi
.

#### Mappae mundi
Le mappae mundi si diffusero già nell'Alto Medioevo ed ebbero diffusione soprattutto in ambito monastico e comunque intellettuale. La maggior parte di esse, perciò, si trovano come illustrazioni di manoscritti.
I mappamondi medievali vengono distinti in quattro categorie:
- Mappamondi zonali: I mappamondi zonali avevano lo scopo di rappresentare la Terra come divisa in cinque zone climatiche: la maggior parte delle mappe di questo tipo si trovano sulle copie del commento di Macrobio al Somnium Scipionis di Cicerone.
- Mappamondi T-O tripartiti: I mappamondi T-O mostrano solo la parte abitata conosciuta dell'emisfero settentrionale. Il loro nome deriva dal fatto che erano carte circolari, in cui il Mar Mediterraneo, il Mar Rosso e il Mar Nero costituivano una T che divideva i tre continenti Asia, Africa e Europa, tutti circondati da un grande oceano, la O (vedere figura a lato).
- Mappamondi T-O quadripartiti o beatìni: Nelle mappe T-O potevano anche essere aggiunti, come quarta zona, gli antipodi. Questi venivano rappresentati come un lembo di terra separato dagli altri continenti ed ovviamente, trattandosi di un territorio sconosciuto, privo di ogni dettaglio geografico.
- Mappamondi complessi: I mappamondi complessi sono le mappae mundi più famose. Sebbene la maggior parte di esse adottino uno schema T-O modificato, esse sono molto più dettagliate: fra i più famosi il mappamondo di Hereford (1283), ed il mappamondo di Fra Mauro (metà XV sec.).

Le Mappae Mundi (ad esclusione di quelle zonali) hanno alimentato la falsa credenza moderna che la gente medievale ritenesse la Terra piatta. In realtà questa era una rappresentazione di convenienza, dato che rappresentava solo le terre conosciute, ed aveva altresì valore simbolico, infatti Gerusalemme veniva posta al centro della mappa e l'oriente, dove si pensava fosse il Giardino dell'Eden, veniva disegnato in alto. Naturalmente sulle mappae mundi non venivano disegnati meridiani e paralleli.

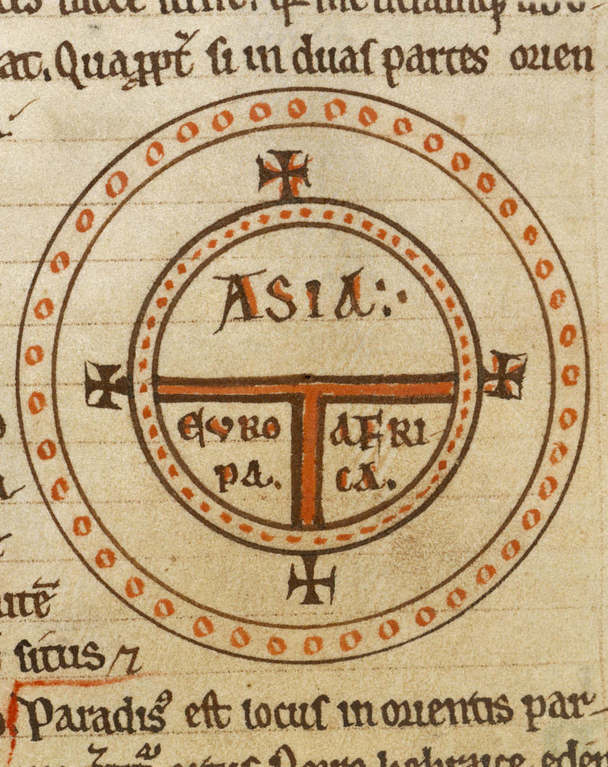
Un tipico mappamondo T-O, tratto da un manoscritto del XII secolo delle Etymologiae di Sant'Isidoro di Siviglia
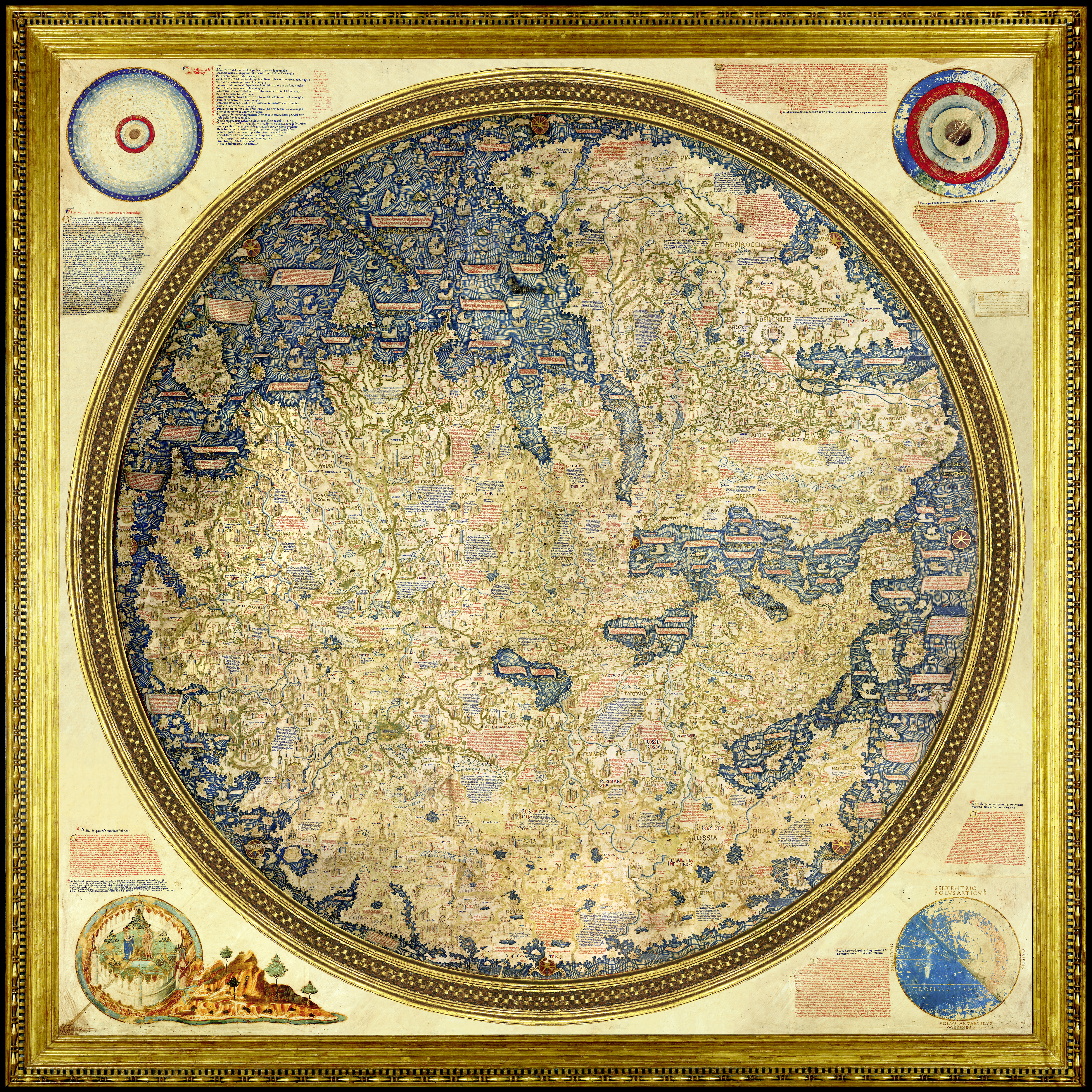
Il mappamondo di Fra Mauro
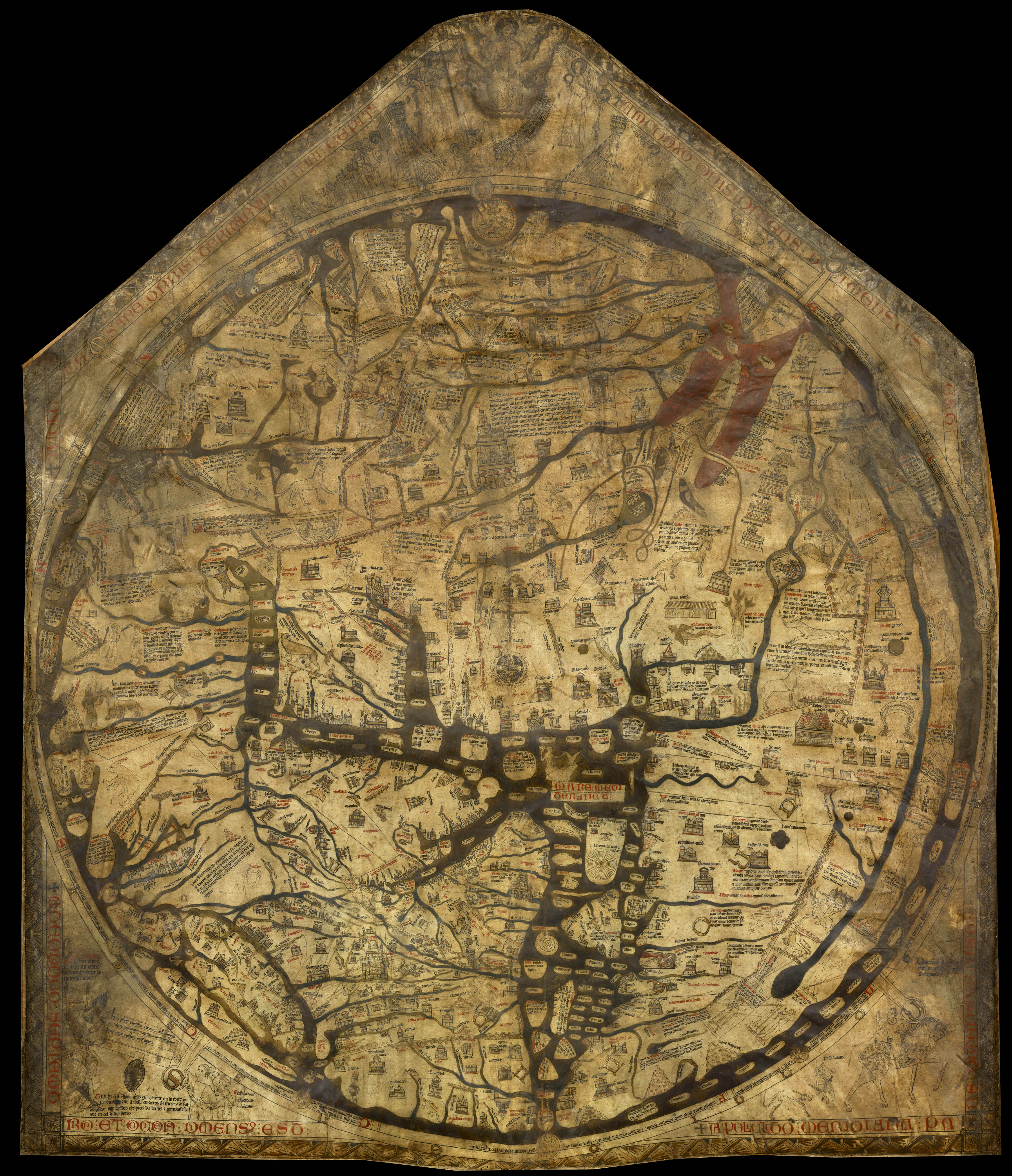
La mappa di Hereford
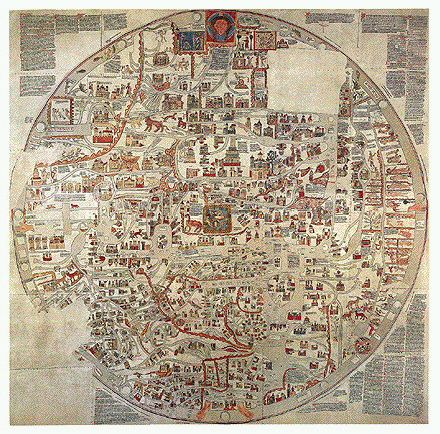
Il mappamondo di Ebstorf

#### Portolani
Gli ambienti marittimi (armatori, mercanti, naviganti) erano, invece, i committenti dei portolani.
Essi si distinguono per alcuni caratteri che derivano dalla loro natura di carte nautiche: perciò rappresentano solo le coste, di cui indicano fittamente tutte le località; le aree marine sono coperte da una rete di linee lossodromiche che si dipartono da rose dei venti. Non venivano invece rappresentati meridiani e paralleli. I portolani del Mediterraneo giunsero ad un alto grado di precisione.
La scuola cartografica italiana è attestata dal Duecento: il più antico portolano rimasto è la Carta Pisana disegnata nell'ultimo quarto del XIII secolo. I principali centri cartografici italiani furono Pisa, Ancona, Genova e Venezia. Fra gli autori di portolani si segnala il genovese Pietro Vesconte.
Successivamente si sviluppò la scuola cartografica catalana, le cui carte coprono aree più vaste di quelle italiane (spesso rappresentano l'intera Europa anziché il solo Mediterraneo) e sono più ricche di informazioni: indicano i nomi dei mari, rappresentano città e bandiere degli Stati dell'interno. Questa scuola ebbe le sue maggiori sedi a Maiorca e Barcellona; la sua opera più importante è il cosiddetto Atlante catalano di Abraham Cresques del 1375, ora alla Biblioteca nazionale di Francia. Un altro famoso autore fu il genovese trapiantato a Maiorca Angelino Dulcert.
A partire dalla metà del Quattrocento fiorì un'importante scuola cartografica anche a Lisbona.

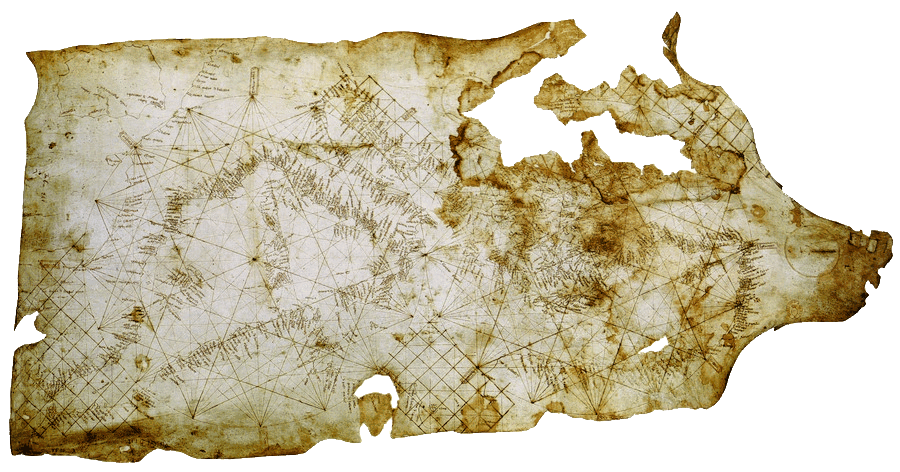
La Carta Pisana
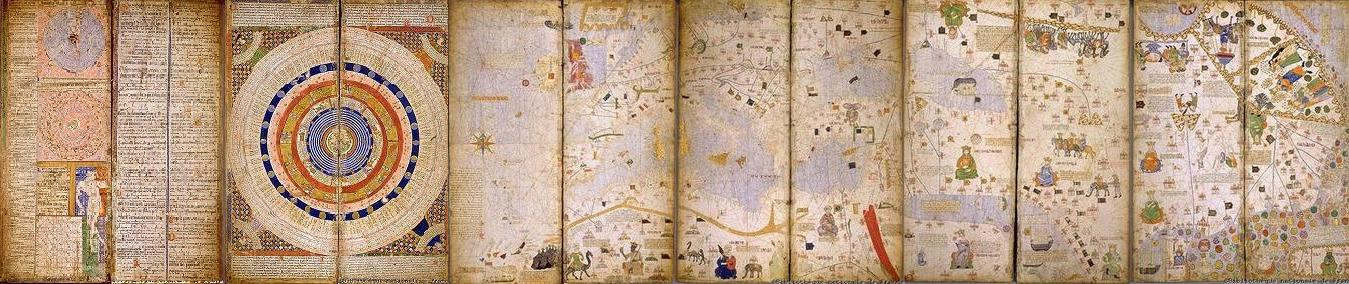
L'Atlante Catalano

#### Planisferi tolemaici
Intorno all'anno 1300 fu ritrovato a Costantinopoli un manoscritto della Geographia di Tolomeo. Nel 1406 il testo fu tradotto in latino da Jacopo d'Angelo. In breve tempo ne vennero fatte copie che godettero di enorme popolarità. Esse soppiantarono le mappae mundi allora diffuse, benché in confronto ai portolani (che certo non raffiguravano l'interno dei continenti) non fossero affatto più precise.
La navigazione oceanica a partire dalla fine del Quattrocento e il nuovo metodo critico dei cartografi produssero una svolta verso una maggiore aderenza alla realtà nella cartografia. I cosiddetti "cosmografi" cominciarono ad aggiungere in appendice alla Geographia di Tolomeo nuove carte, senza peraltro omettere le vecchie. Gli atlanti tolemaici del Cinquecento sono perciò la impressionante testimonianza delle vicissitudini della raffigurazione del mondo alla fine del Medioevo.

### India
Ci sono pervenute molto poche carte geografiche prodotte nell'India precoloniale. Per quanto riguarda il Medioevo, conosciamo alcune rappresentazioni cosmologiche del Jambu-dvipa, ovvero i sette continenti concentrici separati da altrettanti mari, alla base della cosmologia induista, buddista e giainista. D'altro lato, viaggiatori europei come Marco Polo e Vasco da Gama testimoniano l'esistenza di ottimi portolani relativi all'Oceano Indiano, prodotti da Arabi, Persiani, ma anche Dravida.
Abbiamo maggiori informazioni dai racconti dei visitatori persiani, portoghesi, francesi e inglesi. Gli inglesi lamentavano che le carte indiane ponessero scarsa attenzione alla raffigurazione della realtà e tendessero a disporre gli elementi geografici secondo regole di simmetria. Più precise erano le piante delle città.
A partire dalla metà del II secolo il meridiano di riferimento fu quello di Ujjain. La lingua più usata era il persiano, lingua ufficiale dell'Impero Mogul. Gli autori appartenevano prevalentemente alla casta bramina, l'unica davvero istruita. Le carte rimaste risalgono al XVIII secolo e provengono soprattutto dal Maharashtra

### Cina

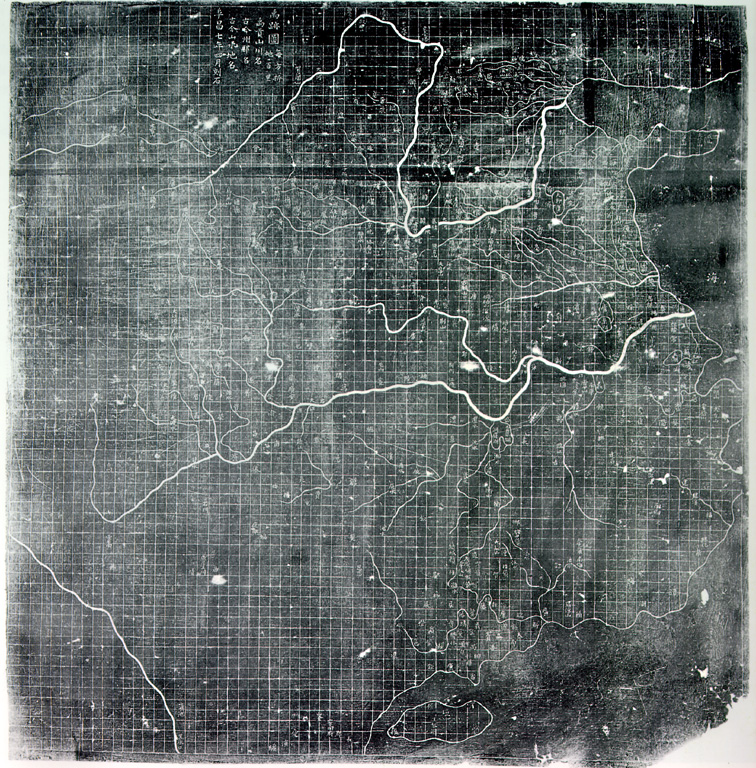
Il Yu Ji Tu

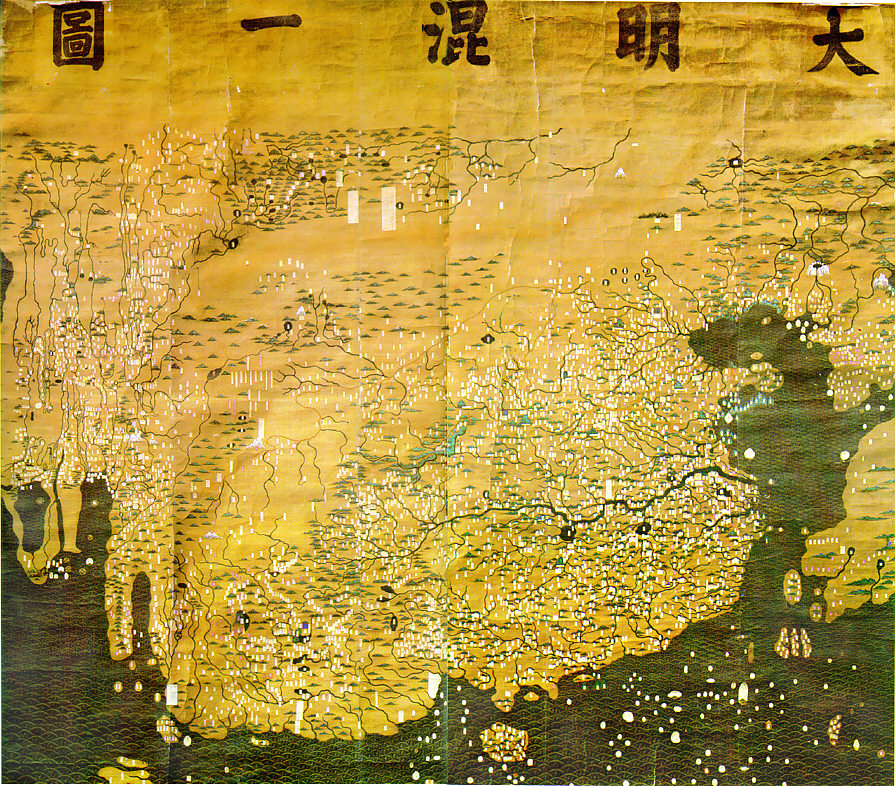
Il Da Ming Hun Yi Tu

A partire dall'epoca delle Dinastie del Nord e del Sud i cartografi cinesi cominciarono a incidere carte geografiche su lapidi di pietra, accanto a quelle dipinte su seta o carta. Tale abitudine proseguì anche al tempo della Dinastia Sung. La più famosa carta geografica su pietra risale al 1137: essa presenta una quadrettatura in cui ogni quadretto rappresenta 100 lǐ quadrati.
Da quando, nel 610 l'imperatore Yangdi della Dinastia Sui ordinò ai mandarini da tutto l'Impero di inviare carte locali al governo centrale, la redazione di carte locali divenne una pratica radicata in Cina,. Tale pratica aveva precise finalità amministrative: la tassazione dei raccolti e l'organizzazione dei magazzini di cereali: ogni pao (villaggio) doveva disegnare la mappa del proprio territorio. Queste mappe venivano unite insieme per creare la carta del tu, che a loro volta venivano unite a livello di hsiang (comune) e di hsien (distretto).
Nell'801 il cartografo Jia Dan per l'imperatore Dezong della Dinastia Tang redasse una carta completa della Cina comprensiva delle province dell'Asia Centrale, il Hai Nei Hua Yi Tu (Carta dei popoli cinesi e barbari entro i (quattro) mari): fondata su di una rete in cui un millimetro rappresenta cento lǐ. La carta fu aggiornata nel 971 da Lu Duosun per ordine dell'imperatore Taizu della Dinastia Sung
Il versatile scienziato dell'XI secolo Shen Kuo fu fra le altre cose un cartografo. Il suo più ampio atlante era costituito da ventitré carte della Cina e dei paesi stranieri, disegnate tutte in scala 1:900.000. Shen inoltre fabbricò delle carte tridimensionali utilizzando segatura, legno, cera d'api e pasta. 
Durante la Dinastia Yuan, di origini mongole, la corte spesso chiedeva agli altri khanati di inviare le carte geografiche dei loro territori. In questo modo fu possibile pubblicare una carta generale dell'area mongola (comprese la Persia e la Russia) intorno al 1330, intitolata Hsi-pei pi ti-li tu.
Le vie di comunicazione attraverso i khanati mongoli permisero altresì ai Cinesi di venire in possesso di carte geografiche elaborate nel mondo islamico, che rappresentavano l'occidente del Vecchio Mondo. In questo modo intorno al 1390 gli studiosi cinesi poterono disegnare una carta generale del mondo, il Da Ming Hun Yi Tu. In essa la Cina occupava tutta la parte centrale della carta (a sud si vede l'isola di Hainan), a destra si riconoscono la Corea ed il Giappone, mentre l'Europa e l'Africa sono rappresentate piccole nell'angolo in basso a sinistra. La scala orizzontale è 1:820.000 mentre quella verticale è 1:1.060.000.
Nel 1579 Luo Hongxian pubblicò un atlante intitolato Guang Yutu, composto da una quarantina di carte. Esso era aggiornato ai risultati delle esplorazioni del navigatore Zheng He, vissuto nel XV secolo, nell'Oceano Indiano fino alle coste orientali dell'Africa.

### Corea
Lo Honil Gangni Yeokdae Gukdo Ji Do ("Carta completa delle nazioni, città e regioni storiche"), generalmente chiamato Kangnido, è un planisfero compilato in Corea nel 1402, nell'ambito del progetto culturale della nuova dinastia Joseon,. La carta è basata su due planisferi cinesi del Trecento ora perduti (di qui la somiglianza con il Da Ming Hun Yi Tu), rispetto ai quali espande la parte orientale, dedicata alla stessa Corea ed al Giappone. Il Kangnido è attualmente conservato presso l'Università Ryūkoku di Kyoto.

## L'età delle esplorazioni: i cosmografi
I grandi viaggi di esplorazione attraverso gli oceani, che portarono alla scoperta di nuovi continenti, modificarono profondamente le carte geografiche, superando definitivamente la visione tolemaica; reciprocamente i viaggi oceanici, durante i quali non si vedevano terre emerse per settimane, resero ancora più necessarie delle buone carte geografiche.
In proposito è stato evidenziato come la cartografia sia stata importante nel permettere il dominio europeo sul mondo.

### Secolo d'oro della cartografia olandese

Nova totius terrarum orbis geographica ac hydrographica tabula, Amsterdam 1635

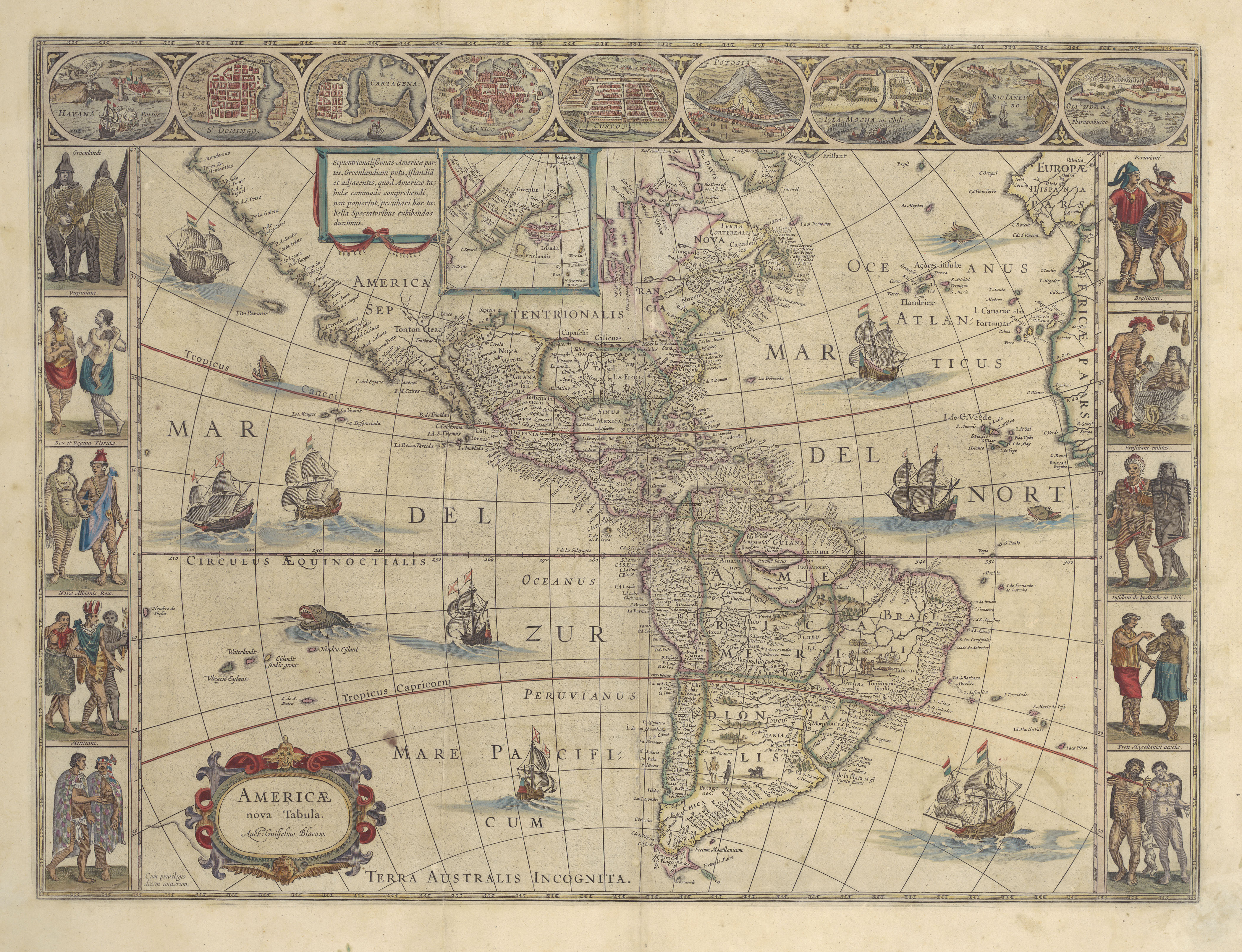
Americae Nova Tabula, Amsterdam 1614

Il Secolo d'oro olandese (1585-1670 circa) fu un periodo di grande fioritura in svariati campi, tra cui la cartografia. In quest'epoca, gli Olandesi si imposero come leader mondiali nella produzione di mappe, grazie a una serie di fattori che includevano progressi tecnologici, nuove conoscenze geografiche, un'elevata domanda e un mercato favorevole.
Le mappe olandesi del Secolo d'Oro erano rinomate per la loro precisione e l'attenzione ai dettagli, frutto di strumenti innovativi e tecniche di rilevazione avanzate. Erano spesso decorate con elaborate incisioni e illustrazioni, che le rendevano non solo strumenti pratici, ma anche opere d'arte di grande valore. Venivano prodotte mappe di ogni tipo, da quelle nautiche a quelle celesti, da quelle regionali a quelle globali, soddisfacendo le esigenze di navigatori, studiosi e collezionisti.
Fattori di successo:
- Progressi tecnologici: Lo sviluppo di strumenti come il compasso proporzionale, il sestante e il planisfero migliorò la precisione delle rilevazioni, mentre le tecniche di stampa permisero la produzione di mappe di alta qualità su larga scala.
- Conoscenze geografiche: Le spedizioni olandesi in tutto il mondo portarono alla luce nuove conoscenze geografiche che vennero poi integrate nelle mappe. Inoltre, un vivace scambio di informazioni tra cartografi, scienziati e viaggiatori contribuì all'avanzamento della conoscenza geografica.
- Domanda e mercato: L'espansione del commercio olandese con l'Asia e altre regioni del mondo creò una forte domanda di mappe precise e aggiornate per la navigazione e il commercio. Inoltre, le mappe divennero anche oggetti da collezione apprezzati da studiosi, ricchi mercanti e appassionati.

Cartografi principali:
- Willem Blaeu: Produsse un vasto atlante del mondo in 11 volumi, considerato uno dei più importanti della storia.
- Hessel Gerritsz: Famoso per le sue mappe del Mare Artico e della Groenlandia, basate sulle sue spedizioni esplorative.
- Joan Blaeu: Figlio di Willem Blaeu, continuò l'attività del padre e contribuì ad espandere l'atlante di famiglia.

La cartografia del Secolo d'Oro Olandese ha avuto un'influenza profonda sulla conoscenza geografica del mondo e ha contribuito allo sviluppo della scienza della cartografia. Le mappe di questo periodo sono ancora oggi considerate opere di grande valore storico e artistico.
Oltre all'aspetto scientifico e artistico, la cartografia olandese del Secolo d'Oro aveva anche un ruolo politico: Le mappe erano spesso utilizzate per scopi politici e propagandistici, per sottolineare la potenza e l'influenza della Repubblica Olandese.

### Planisferi
I primi planisferi con l'indicazione del Nuovo Mondo erano di fatto dei portolani estesi a tutto il mondo eseguiti da esperti cartografi iberici e italiani. Venivano eseguiti in un unico esemplare di pergamena dipinta a mano. Il primo fu il planisfero di Juan de la Cosa, che aveva partecipato al viaggio di Cristoforo Colombo, nel 1500. Seguirono, fra gli altri, il Planisfero di Cantino, quello di Caverio e quello di Pesaro.
I primi planisferi a stampa contenenti l'illustrazione del Nuovo Mondo. uscirono in un breve lasso di tempo: il primo fu il Planisfero Contarini, stampato a Venezia o Firenze nel 1506.
Il più celebre è il planisfero disegnato nel 1507 dai tedeschi Martin Waldseemüller e Matthias Ringmann sotto la protezione del duca Renato II di Lorena: è famoso perché è la prima carta geografica ad utilizzare il nome "America" per indicare il Nuovo Mondo.
Altri planisferi, nello stile dei portolani e redatti dalle autorità marittime, continuavano ad essere eseguiti a mano. Fra questi il Planisfero di Piri Reis, disegnato dall'ammiraglio e cartografo ottomano Piri Reìs nel 1513.
Disegnato a mano era anche il Padrón Real. Era la carta geografica ufficiale e segreta spagnola, di cui venivano fatte copie solo per le navi spagnole.
Nel 1525 il cartografo portoghese, ma al servizio della Spagna, Diego Ribero completò il Padrón Real nella sua versione definitiva, che teneva conto della circumnavigazione del mondo (Oceano Pacifico compreso) di Ferdinando Magellano. L'originale è andato perduto, ma ne sono rimaste sei copie, donate a sovrani stranieri, come il Planisfero Salviati, quello Castiglioni e la copia conservata alla Biblioteca Apostolica Vaticana, detto Planisfero di Propaganda Fide.
Analogo al Padrón Real spagnolo era, in Portogallo, il Padrão Real, che durò fino al 1755.
Fra il 1540 e il 1585 fiorì in Francia la Scuola cartografica di Dieppe. Poiché alcune scritte sulle carte di Dieppe sono in portoghese o in portoghese francesizzato, si ritiene che i cartografi di Dieppe ottenessero informazioni sottobanco da quelli portoghesi, nonostante l'assoluto divieto portoghese (Politica de sigilo).
I cartografi di Dieppe disegnavano a mano portolani e planisferi decorati per committenti di alto livello sociale, che andavano dagli armatori portoghesi ai re di Francia e d'Inghilterra. I planisferi di Dieppe generalmente segnano la rosa dei venti e le linee lossodromiche, come i portolani. 
Rimangono oggi diciassette carte prodotte a Dieppe nel periodo 1540-85.
Nel 1569 il cartografo fiammingo Gerardo Mercatore pubblicò a stampa il suo planisfero largo 202 x 124 cm, e diviso in diciotto fogli, intitolato 
Nova et aucta orbis terræ descriptio ad usum navigantium emendate accomodata. Il fatto che sia stata pensata per i navigatori spiega perché la proprietà principale della carta di Mercatore sia quella di conservare gli angoli. A tal fine il cartografo fiammingo elaborò la proiezione che porta il suo nome.
Essa è costruita in modo che, mentre i meridiani sono rappresentati da rette fra loro equidistanti, la distanza fra i paralleli aumenta in modo correlato alla loro distanza dall'equatore, in modo da correggere l'inevitabile distorsione est-ovest della carta geografica, che aumenta con la distanza dall'equatore, accompagnandola con un'identica dilatazione nord-sud, tale che in ogni punto, la scala delle distanze est-ovest sia la stessa della scala nord-sud, rendendo la proiezione conforme. Conseguentemente sulla carta di Mercatore le linee lossodromiche sono rettilinee.
Fuori d'Europa bisogna ricordare la Kunyu Wanguo Quantu (ovvero Carta geografica completa di tutti i regni del mondo, stampata nel 1602 da Matteo Ricci.
La mappa è stata fondamentale per ampliare la conoscenza cinese del mondo, e ha dispiegato la sua influenza anche sul Giappone, dove fu esportata.

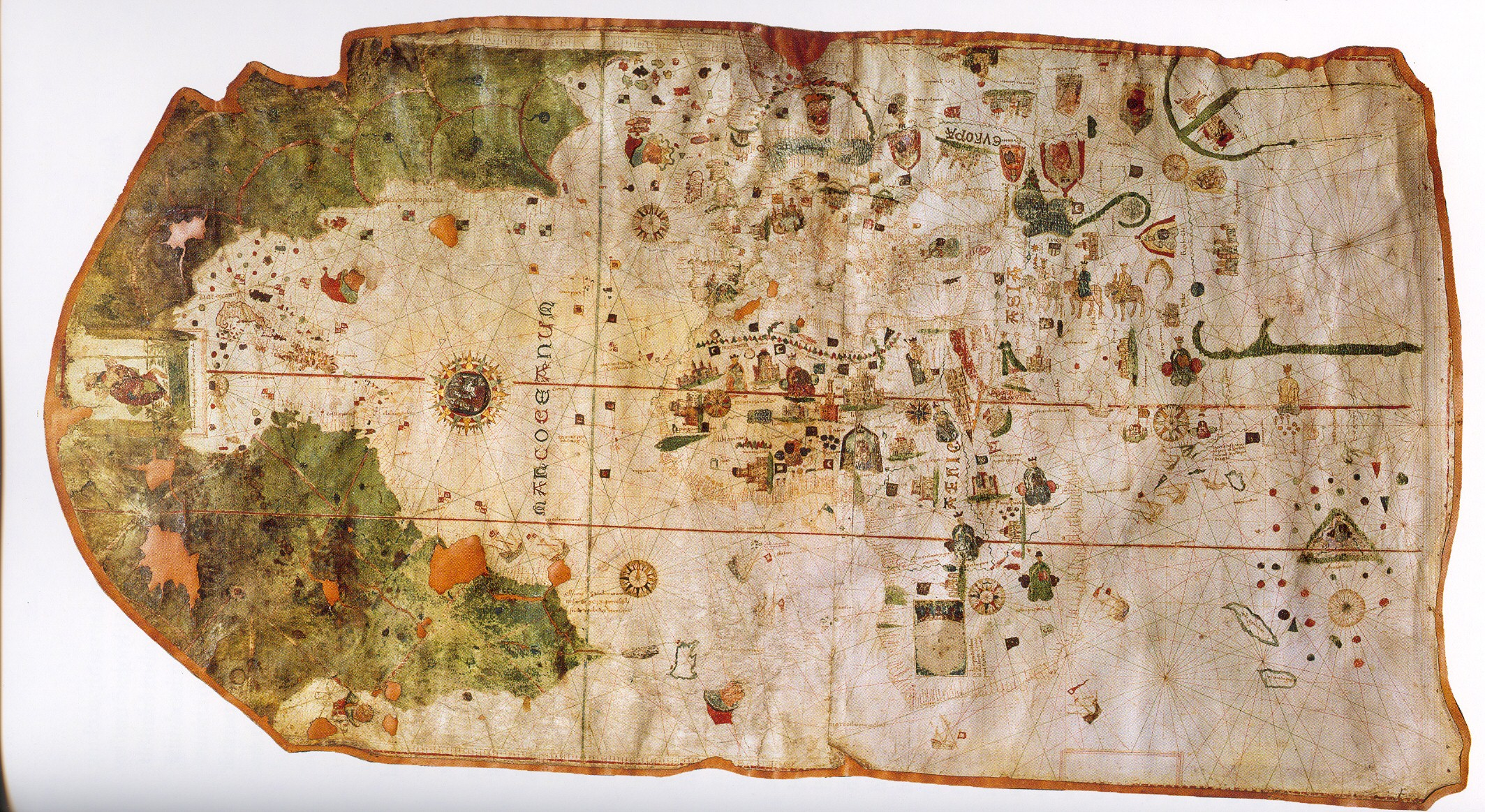
Planisfero di Juan de la Cosa
Il planisfero di Waldseemüller
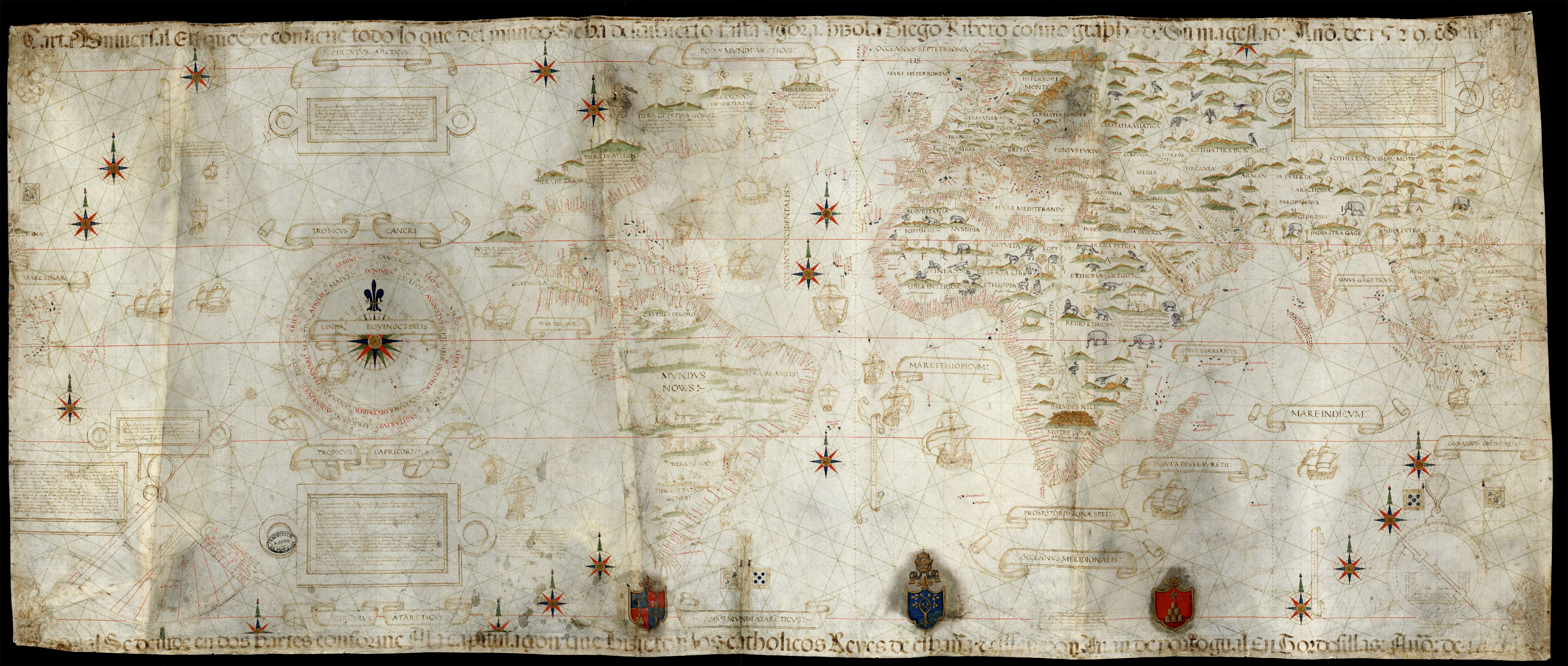
Il planisfero di Propaganda Fide.
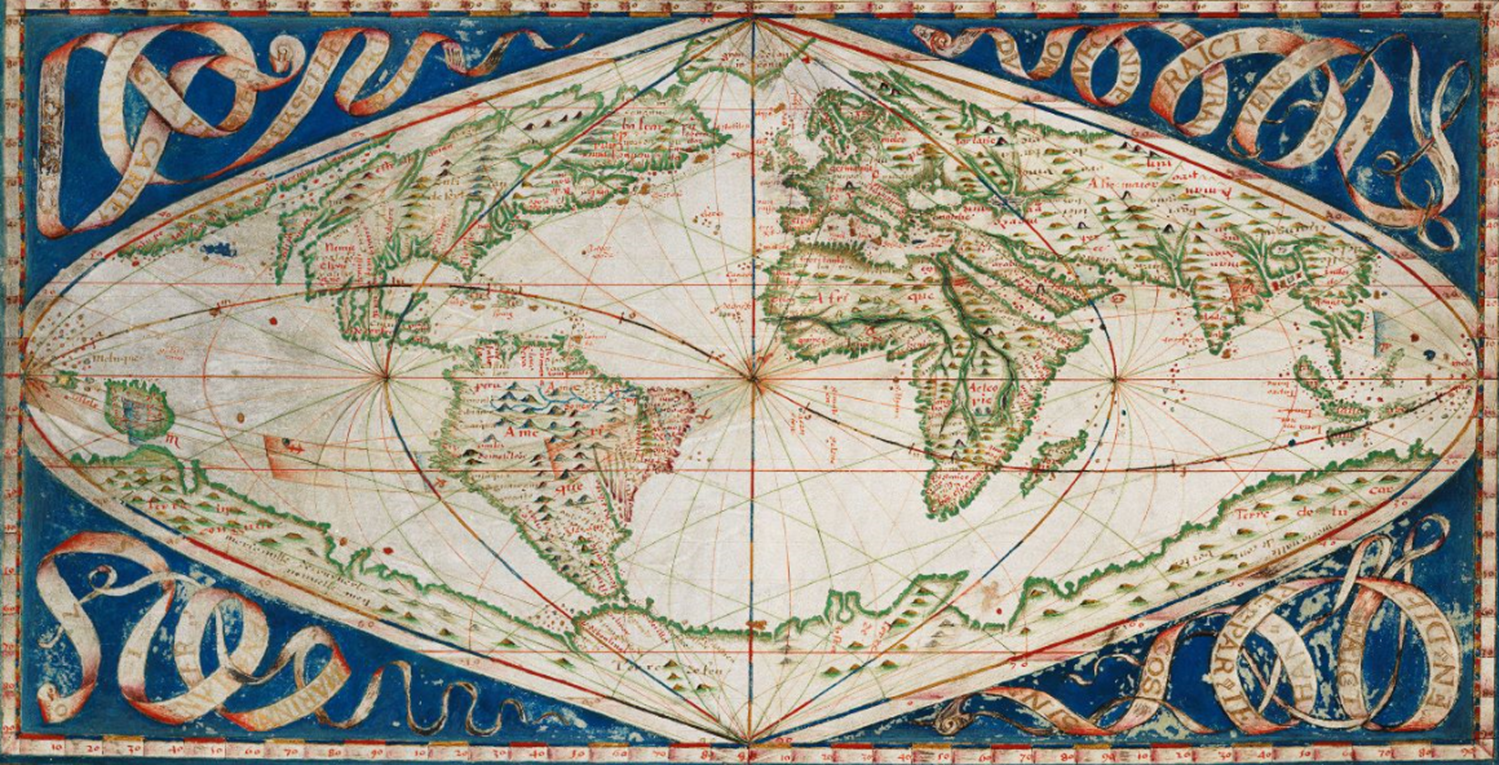
Il planisfero di Jean Cossin, pubblicato a Dieppe nel 1570, utilizzava la proiezione sinusoidale
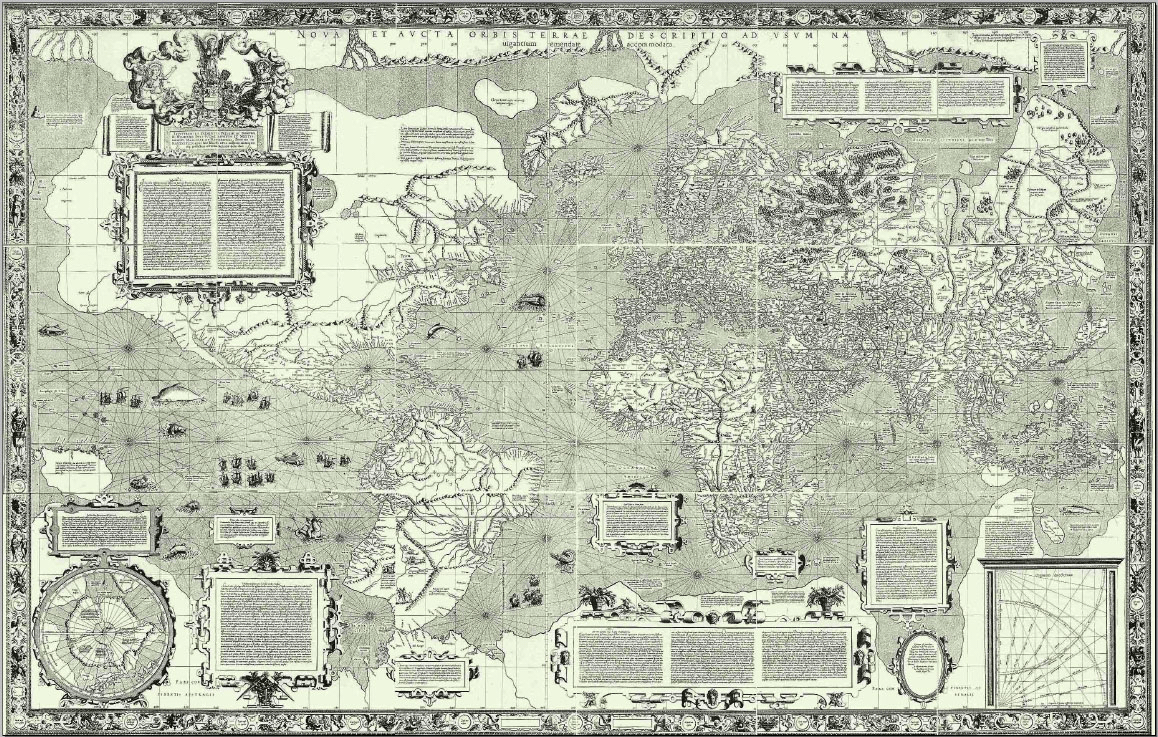
Il planisfero di Mercatore

### Atlanti
Con il progresso della conoscenza di porzioni sempre più vaste della Terra, la misura del planisfero si rivelò sempre più inadeguata e si rese necessario pubblicare interi libri di carte geografiche per rappresentare il mondo con sufficiente precisione.
Atlanti portolanici furono disegnati a Lisbona (l'Atlante Miller di Pedro Reinel e l'atlante di Fernão Vaz Dourado), a Dieppe (l’Atlante Vallard e quello di Guillaume Le Testu) ed a Costantinopoli (il Kitab-ı Bahriye -it. Libro della marina- di Piri Reìs). A Venezia Battista Agnese fra il 1534 e il 1564 realizzò almeno 71 atlanti manoscritti di cartine nautiche.
Negli stessi anni la Geographia di Tolomeo fu ristampata più volte, arricchita con le scoperte geografiche più recenti. Le edizioni più significative furono quelle di Johannes Ruysch (Roma, 1507), Martin Waldseemüller (Strasburgo, 1513) e Giacomo Gastaldi (Venezia, 1569).
Il Theatrum Orbis Terrarum del fiammingo Abraham Ortelius fu stampato nel 1570 ad Anversa. Ne furono stampate edizioni sempre aggiornate in latino, olandese, francese e tedesco fino al 1612. 
Comprendeva settanta carte geografiche. Seguirono lo Speculum Orbis Terrarum di Gerard de Jode (Anversa, 1578) e il suo aggiornamento Speculum Orbis Terrae di Cornelis de Jode (Anversa, 1593)
Il primo atlante a portare questo titolo fu quello del già ricordato Mercatore, pubblicato nel 1595 a Duisburg con il titolo completo Atlas sive Cosmographicae meditationes de fabrica mundi et fabricati figura.
Nel Seicento Amsterdam divenne il centro della cartografia mondiale. I maggiori esponenti della scuola cartografica olandese furono:
- Jodocus (Josse) Hondius, Atlas Minor, 1607;
- Johannes Janssonius, Atlas Novus, 1638, 6 voll.;
- Willem Janszoon Blaeu, Theatrum orbis terrarum, sive, Atlas Novus, 1635;
- Joan Blaeu, Atlas Maior, 1665, 11 voll.;
- Henricus Hondius, Atlas Maior, 1641.

In questo periodo vennero realizzati alcuni atlanti di dimensioni enormi per i sovrani europei, tuttora considerati fra i più grossi libri mai realizzati:
- Klencke Atlas (1660) ora alla British Library[76]
- Atlante del Grande Elettore di Berlino
- Rostocker Großer Atlas, ora presso l'Università di Rostock
- Atlante Blaeu-Van der Hem, ora alla Nationalbibliothek di Vienna

Tra i primi atlanti in Italia di una certa rilevanza si possono citare Dell'Arcano del Mare (Firenze, 1645–1661) e l'Atlante Veneto di Vincenzo Maria Coronelli (in 14 volumi, Venezia, 1691-1696); in Francia le Cartes générales de toutes les parties du monde (1658–1676) di Nicolas Sanson.

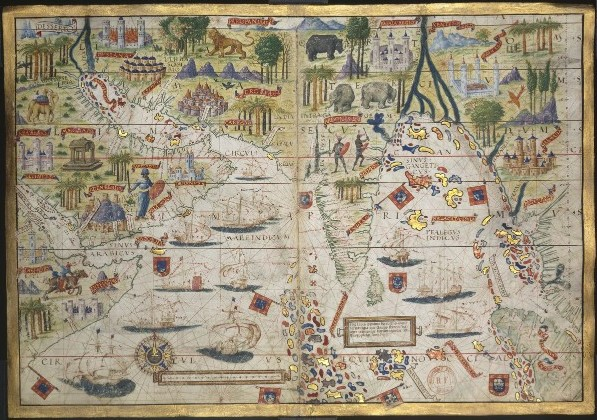
Atlante Miller
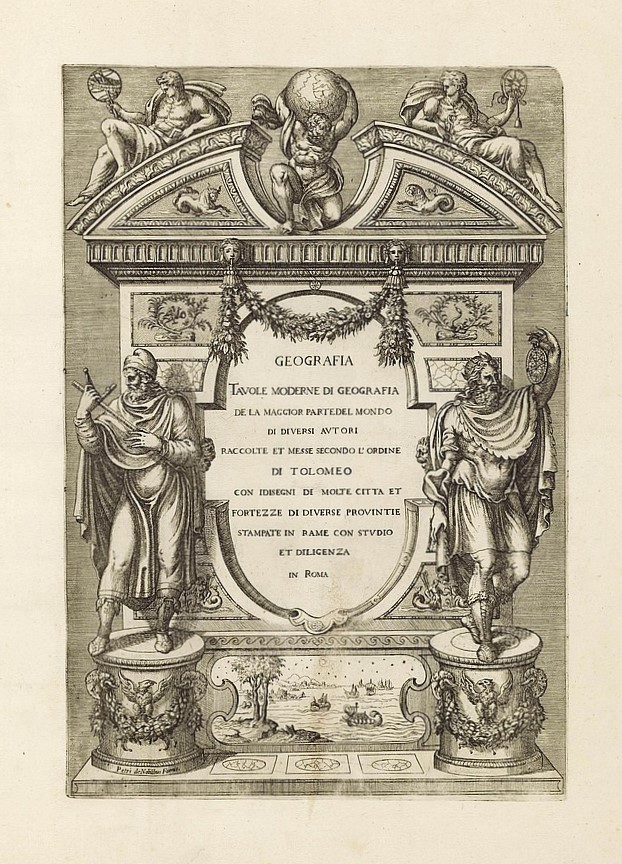
Tavole moderne di geografia de la maggior parte del mondo di diversi autori raccolte et messe secondo l'ordine di Tolomeo di Antonio Lafreri (1572), senza nominarlo, fu il primo ad associare l'immagine di un Atlante alla geografia
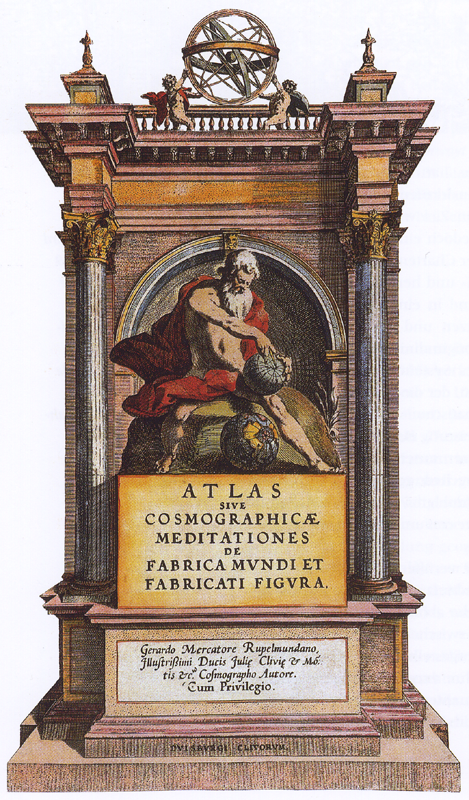
Frontespizio dell'atlante di Mercatore
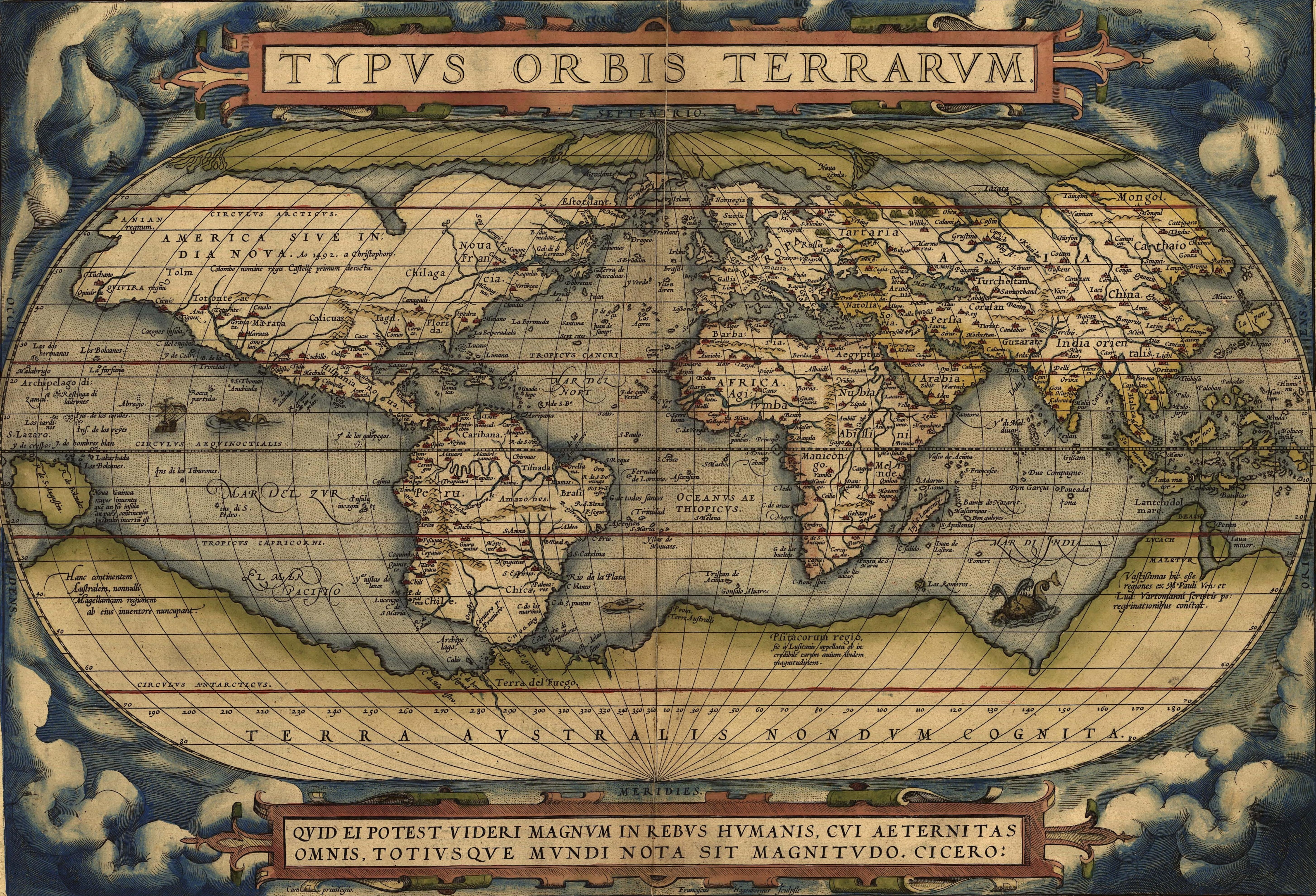
Il planisfero dall'Atlante di Ortelio
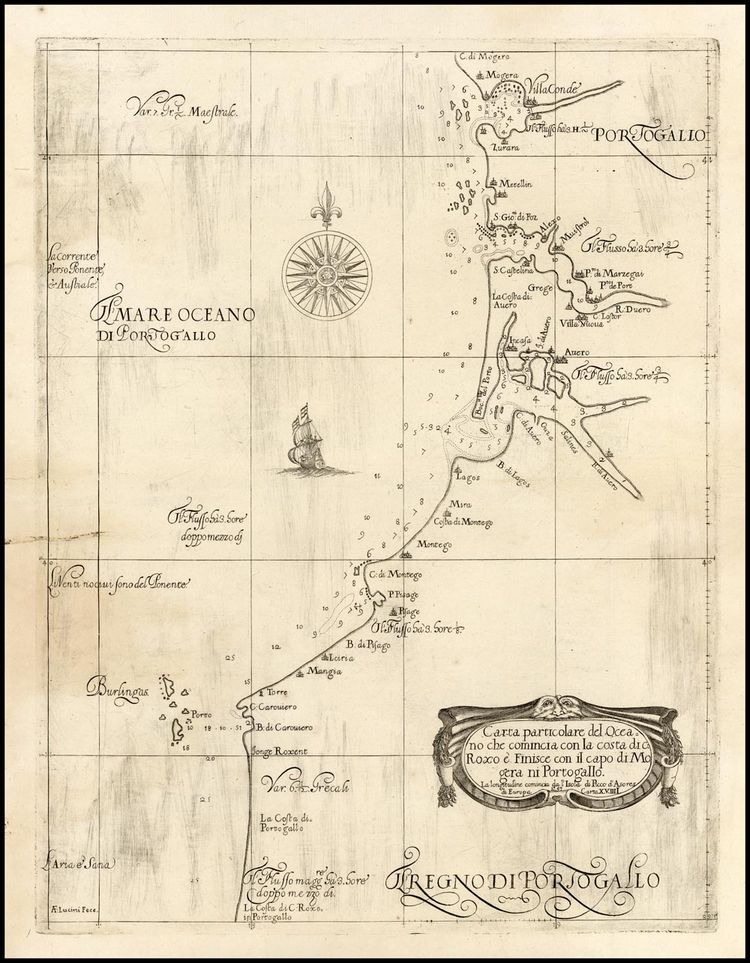
Dell'Arcano del Mare
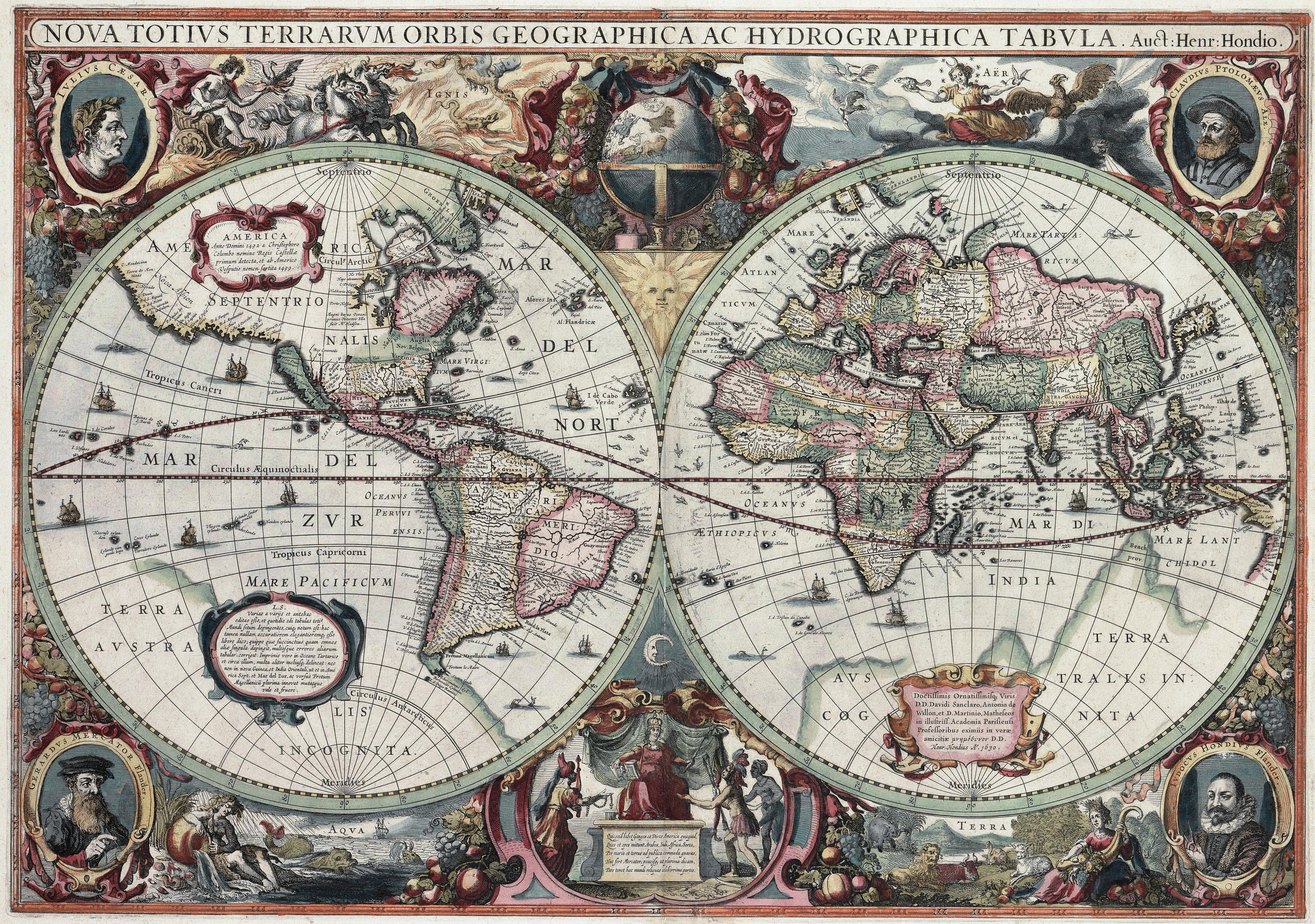
Nova Totius Terrarum Orbis Tabula di Hendrik Hondius, 1630
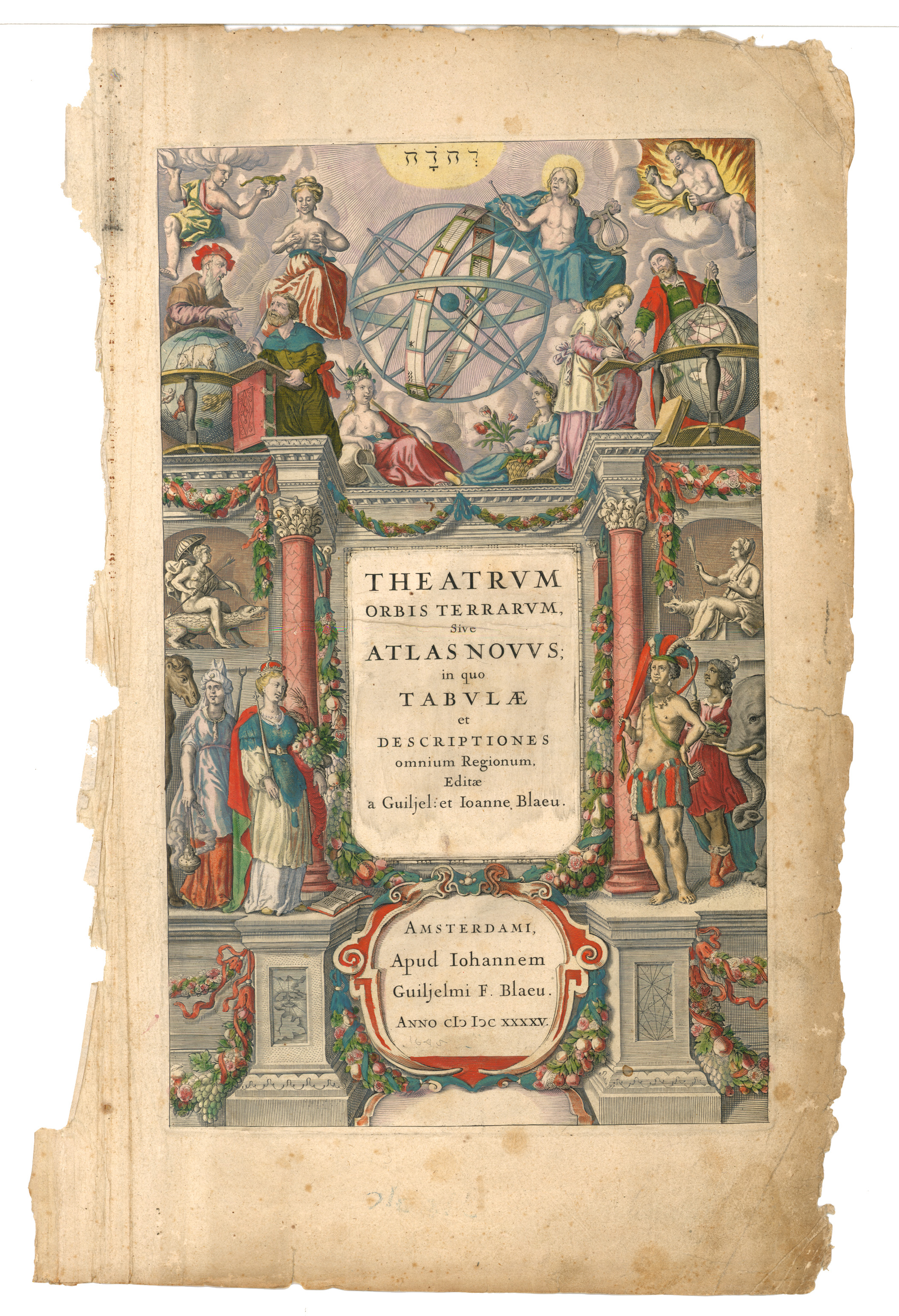
Frontespizio dell'Atlas Novus di Blaeu

### Globi

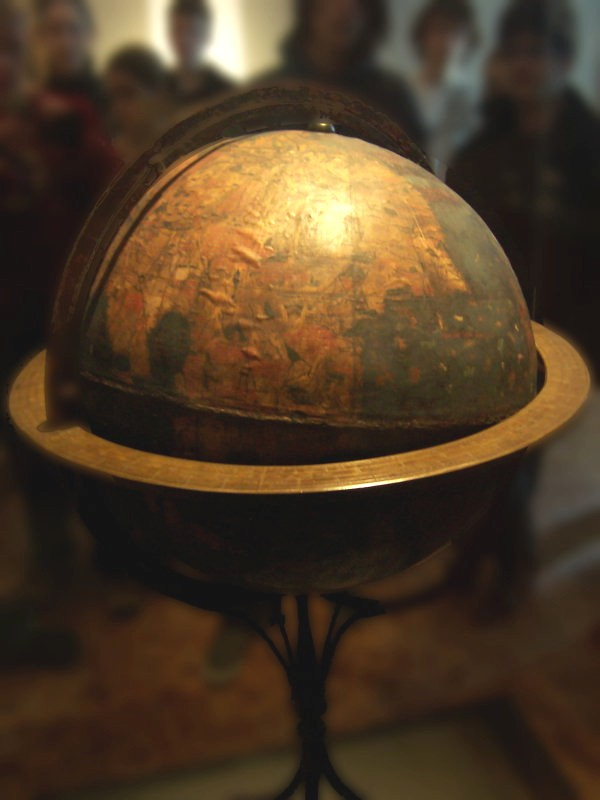
LErdapfel

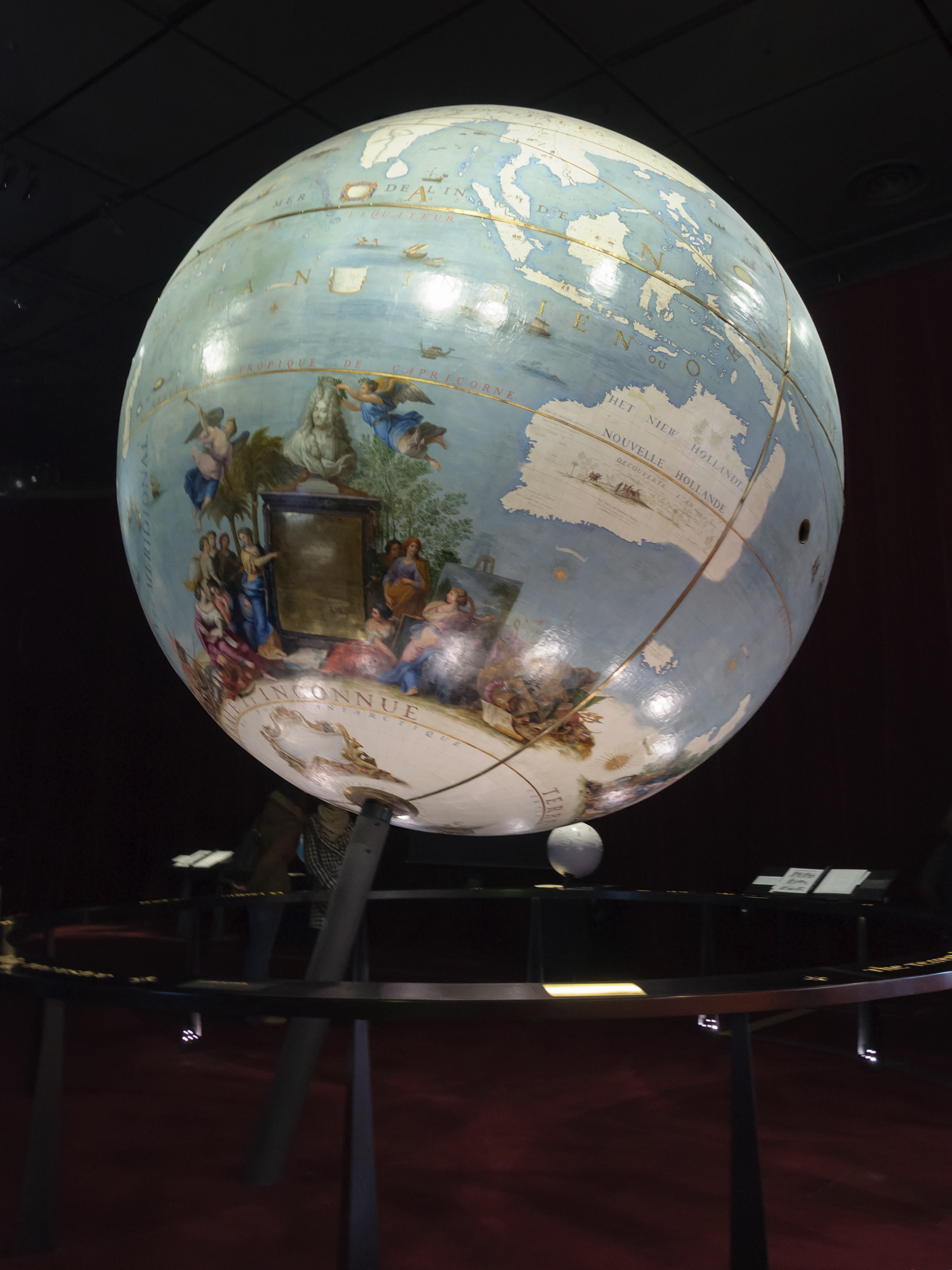
Il Globo di Marly

Dal Quattrocento si sviluppò la produzione di globi in legno e rame nelle città francone di Norimberga e Bamberga.
La prima coppia di globi moderni (celeste e terrestre) di cui si abbia notizia è quella fabbricata a Firenze nel 1477 da Donnus Nicolaus Germanus per Papa Sisto IV, che probabilmente andò distrutta durante il Sacco di Roma. Era scritta in latino.
Il più antico globo rimasto è il cosiddetto Erdapfel, costruito da Martin Behaim nel 1492 a Norimberga ed oggi custodito nel Germanischen Nationalmuseum di tale città. Dato l'anno di realizzazione, sul globo non è ancora rappresentata l'America.
I più antichi globi pervenuti che raffigurino l'America sono lo Hunt-Lenox Globus, ora alla New York Public Library, ed il Globus Jagellonicus esposto nei locali del Collegium Maius dell'Università Jagellonnica di Cracovia. Entrambi risalgono al 1510 circa.
Il cosmografo Martin Waldseemüller nel 1507 adattò la stampa alla fabbricazione dei globi, inventando i fusi. Infatti, fino ad allora i globi erano pezzi unici dipinti a mano. Non si è tuttavia conservato alcun globo di Waldseemüller. Di Johann Schöner di Bamberga ci sono invece giunti alcuni globi a stampa, costruiti a partire dal 1515.
Nel frattempo Amsterdam si affermava come il centro più importante anche nella fabbricazione di globi. 
Il più antico globo olandese che si sia conservato è quello di Gemma Frisius (1536), ora al museo dei mappamondi di Vienna. Gerardo Mercatore produsse il suo primo globo a Duisburg nel 1541; fu il primo di una ampia produzione durata per alcuni decenni. La scuola olandese proseguì con Jodocus Hondius, di cui però non rimane alcun globo, se non una copia realizzata nel 1615. Il famoso cartografo Willem Blaeu fabbricò dei globi di 68 cm di diametro nel 1616, che erano i più grandi fino ad allora costruiti. Il Globus Blaeu per antonomasia è quello fabbricato nel 1690 per Carlo XII di Svezia ed ora a Mosca.
Il globo costruito nel 1570 da Taqi al-Din si trova all'osservatorio astronomico di Istanbul.
In Italia nel 1561 i fratelli veneziani Giulio e Livio Sanudo fabbricarono un globo, di cui rimangono solo alcuni frammenti conservati al Museo Correr.
I globi più grandi fino ad allora costruiti erano quelli dell'italiano Vincenzo Maria Coronelli. Questo erudito costruì una coppia di globi, terrestre e celeste, del diametro di 175 cm per il duca di Parma Ranuccio II Farnese. Essendo stati apprezzati, nel 1683 Coronelli ricevette l'incarico di costruirne un'altra coppia per Luigi XIV: questi globi, del diametro di 387 cm, i cosiddetti Globi di Marly, sono oggi conservati alla Biblioteca nazionale di Francia. Successivamente, basandosi sull'esperienza acquisita lavorando su questi pezzi unici, Coronelli fabbricò una serie di globi del diametro di 108/110 cm, dei quali molti ancora esistenti.
Coronelli fondò anche l'Accademia Cosmografica degli Argonauti, che viene considerata la prima società geografica del mondo.

## XVIII-XX secolo: l'avvento della cartografia scientifica
Nel Settecento si entrò nella fase della cartografia scientifica.
Due sono le invenzioni che migliorarono decisamente la qualità e precisione delle carte geografiche.
Per quanto riguarda le carte nautiche, l'invenzione del cronometro permise di calcolare con precisione la longitudine, fino ad allora malcerta.

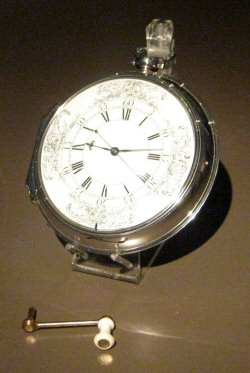
LH4 di John Harrison

Per quanto riguarda le carte terrestri, venne introdotta la triangolazione geodetica.

### Misura della longitudine
La misura della longitudine del luogo in cui ci si trova (ad esempio una nave in mare) si effettua confrontando l'ora del luogo di cui si vuol calcolare la longitudine con l'ora del meridiano di riferimento: l'ora del luogo in cui ci si trova si ottiene con una meridiana, quella del meridiano di riferimento la si conosce se si ha con sé un cronometro regolato sull'ora della località in cui passa il meridiano fondamentale: leggendo l'ora locale dalla meridiana e calcolando la differenza con quella dell'orologio si trova la longitudine (15° per ogni ora). 
Il problema divenne significativo quando si cominciò ad attraversare gli oceani, dove non si vedono punti di riferimento terrestri per giorni e settimane. All'epoca delle grandi esplorazioni non esistevano orologi portatili; nel 1656 era stato inventato l'orologio a pendolo, ma i movimenti della nave ne disturbavano eccessivamente il funzionamento. John Harrison nel 1753 fabbricò il cronometro H4, un orologio a cipolla di 12 cm di diametro basato su una ruota a bilanciere compensata termicamente, e vinse il premio istituito dall'ammiragliato Britannico per la risoluzione del problema della longitudine.

### Triangolazione geodetica

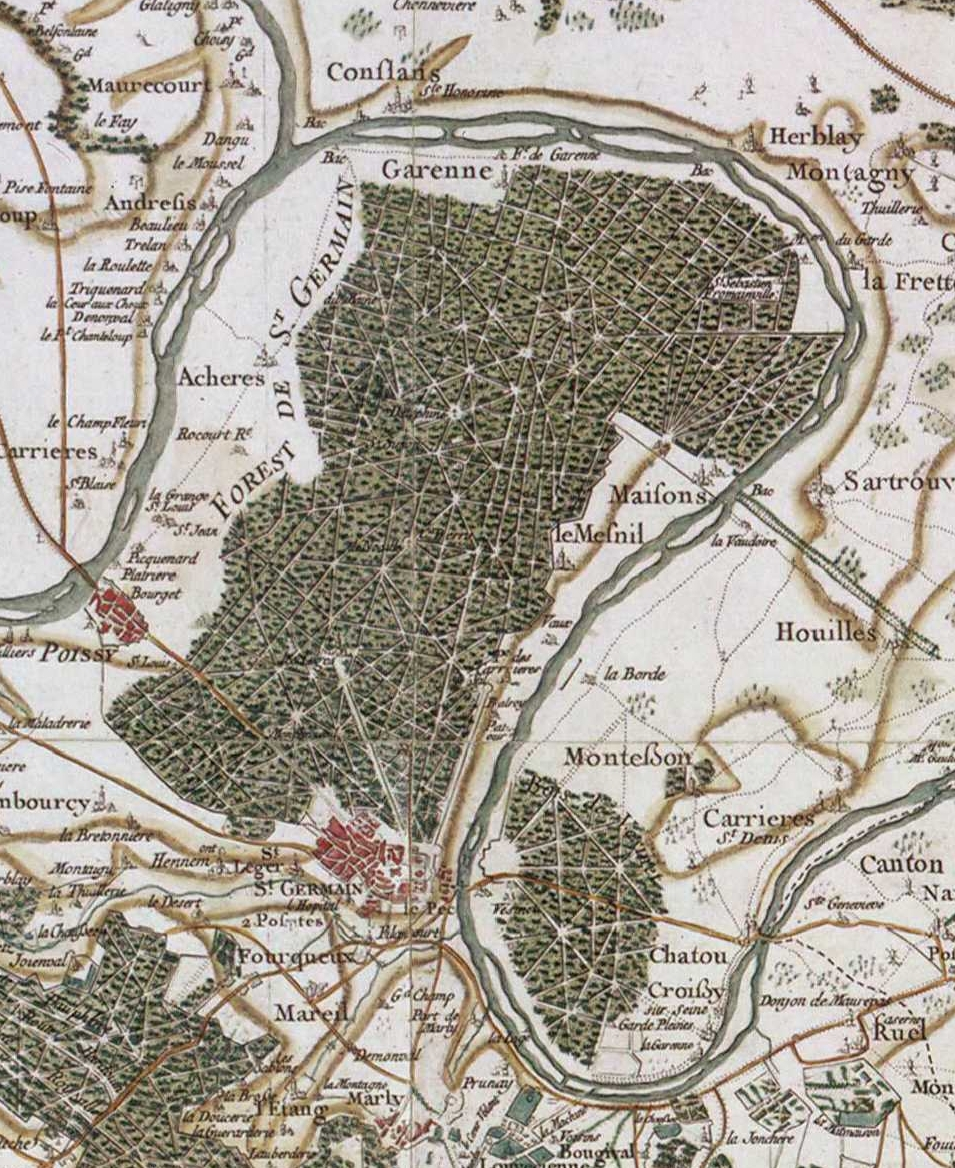
Saint-Germain-en-Laye sulla Carta di Cassini

Benché il principio della triangolazione fosse già usato da secoli per calcolare le distanze in mare e l'applicazione dello stesso al calcolo delle distanze terrestri fosse stato descritto scientificamente da Gemma Frisius e da Willebrord Snell, tuttavia, la triangolazione "a tappeto" di un territorio non era mai stata intrapresa prima del Settecento.
La rilevazione sistematica del territorio mediante triangolazione geodetica venne, infatti, realizzata per la prima volta fra il 1740 ed il 1793 da César-François Cassini e terminata da suo figlio Jean-Dominique Cassini, entrambi membri dell'Osservatorio di Parigi, che effettuarono la rilevazione geodetica dell'intero territorio francese, sulla base della quale pubblicarono la Carte géométrique de la France, spesso chiamata "carta di Cassini".
L'esempio francese fu imitato da altre nazioni: tuttavia le misurazioni precise si limitavano allora alle regioni pianeggianti, mentre le zone di alta montagna venivano rappresentate ancora schematicamente. I due primi cartografi di montagna furono i tirolesi Peter Anich e Blasius Hueber che effettuarono i rilievi necessari alla pubblicazione dell'Atlas Tyrolensis (1774).
Gli astronomi dell'Osservatorio di Brera pubblicarono nel 1796 la Carta topografica del Milanese e del Mantovano. Nel 1806 venne completata l'estensione al Regno d'Italia napoleonico. Nel 1808 usciva l'Atlante Geografico del Regno di Napoli. Nel frattempo Napoleone faceva estendere la triangolazione ai territori annessi all'Impero Francese in Italia, Germania, Paesi Bassi.

### Nuove proiezioni cartografiche

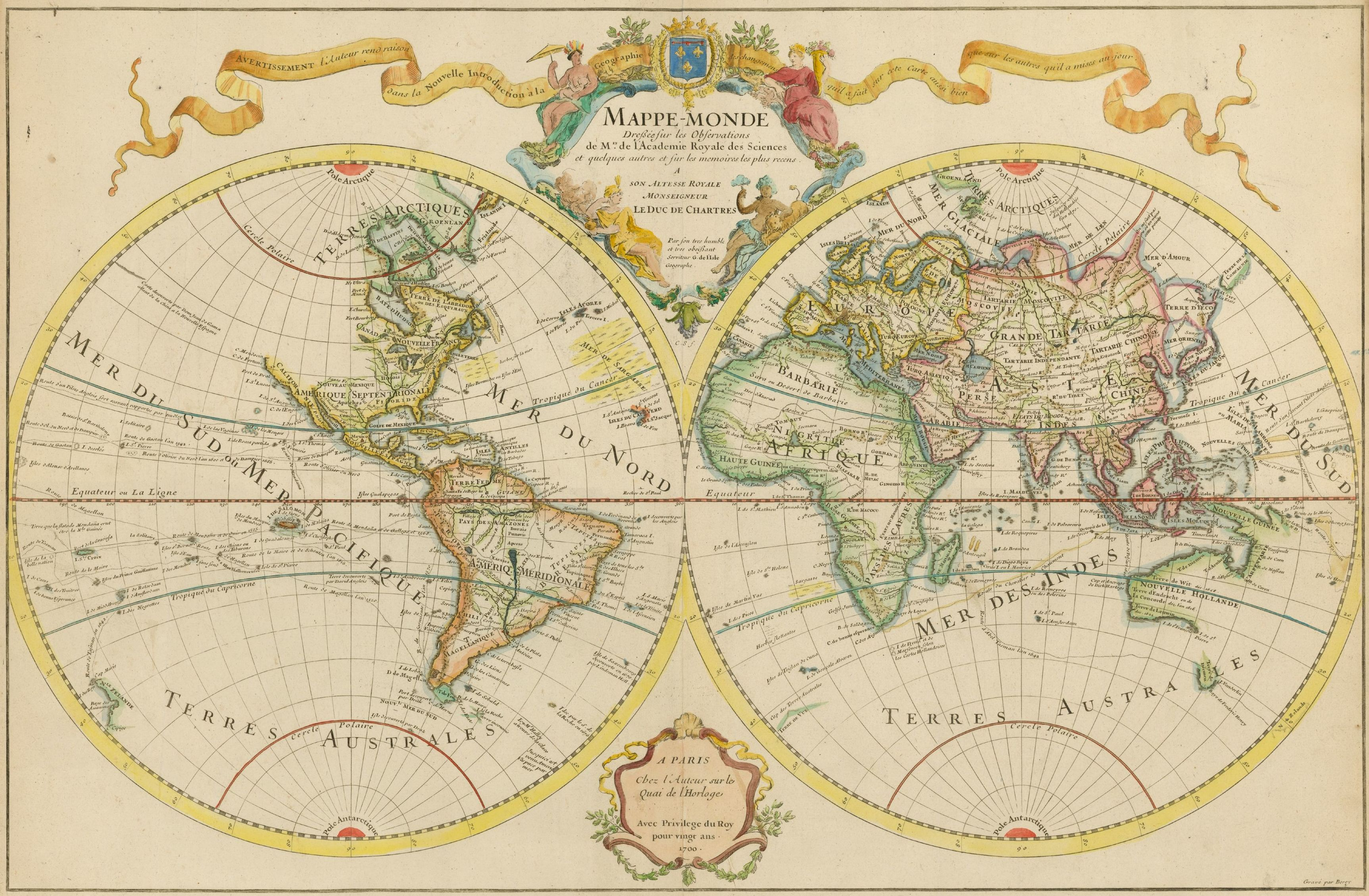
Mappamondo di Delisle

I progressi della trigonometria sferica portarono anche all'elaborazione di nuove proiezioni cartografiche, tuttora utilizzate.
La forma definitiva della proiezione conica equidistante fu raggiunta dal cartografo francese Guillaume Delisle nel 1745.
Il matematico svizzero Johann Lambert nel 1772 ideò sette proiezioni cartografiche emisferiche, fra cui la proiezione conica conforme di Lambert, la proiezione azimutale equivalente di Lambert e la proiezione cilindrica equivalente di Lambert.
Il Cartografo Reale del Dêpot de la Marine Rigobert Bonne elaborò la proiezione pseudoconica equivalente che porta il suo nome.
Infine, la proiezione conica equivalente, che non presenta distorsioni lungo i paralleli standard fu inventata da Heinrich Albers nel 1805.
Nello stesso anno Karl Mollweide propose la proiezione pseudocilindrica equivalente che porta il suo nome.
Nel 1818 Carl Friedrich Gauss, incaricato di compiere il rilevamento geodetico del Regno di Hannover, elaborò allo scopo la proiezione cilindrica trasversale (proiettata, cioè, su di una superficie cilindrica tangente un meridiano anziché l'Equatore), detta appunto proiezione di Gauss.

### Istituti geografici nazionali
Il XIX secolo fu il secolo delle rilevazioni topografiche sistematiche. L'intensa attività era dovuta specialmente alla necessità della cosiddetta "Rivoluzione militare", che aumentò il bisogno di informazioni man mano che la scala delle guerre si allargava.

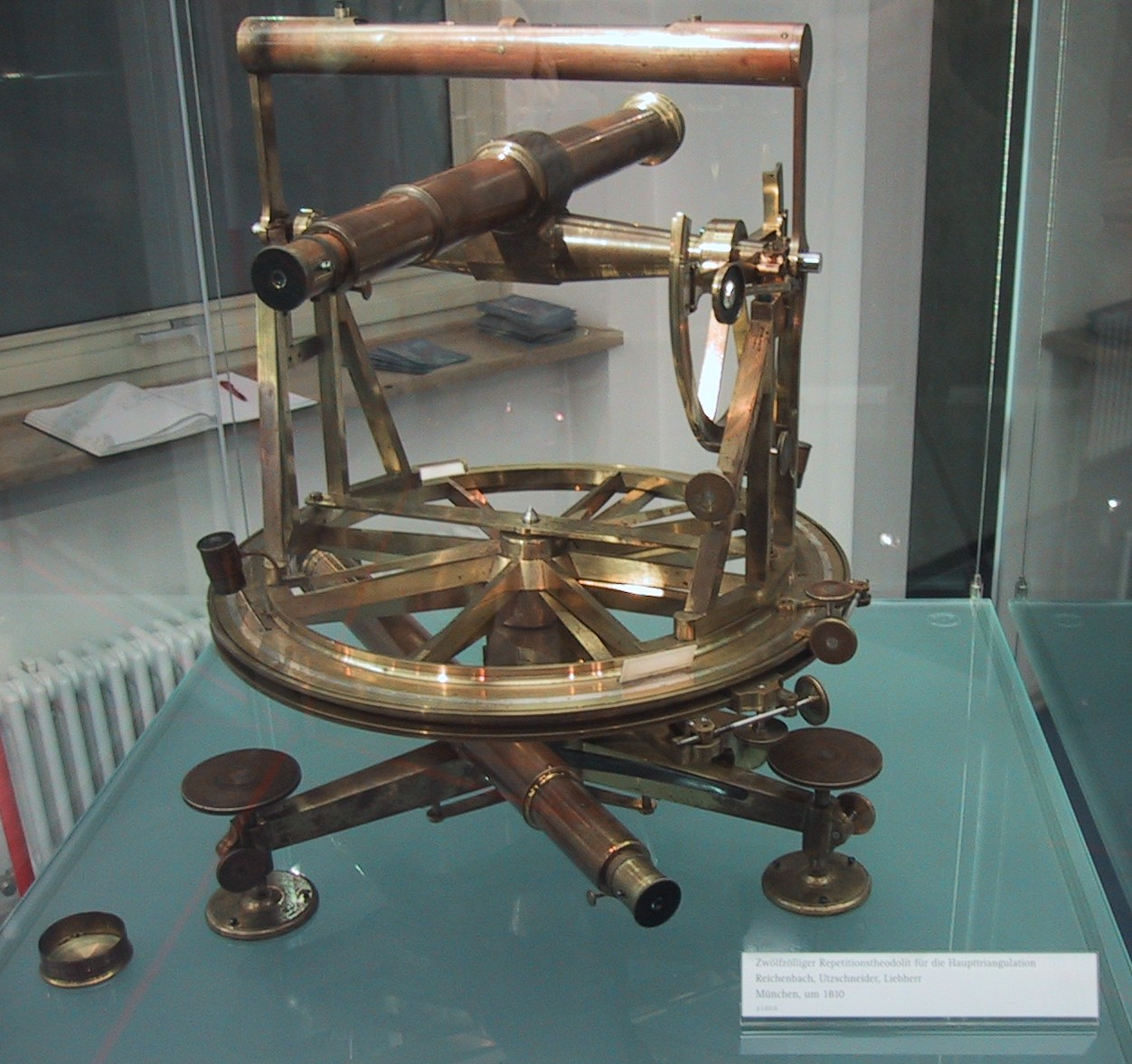
Teodolite del 1830

In Francia il Dépôt de la Guerre era stato fondato nel 1688; esso realizzò la carte d'état-major nel corso dell'Ottocento. Dal 1940 si chiama Institut Géographique National.

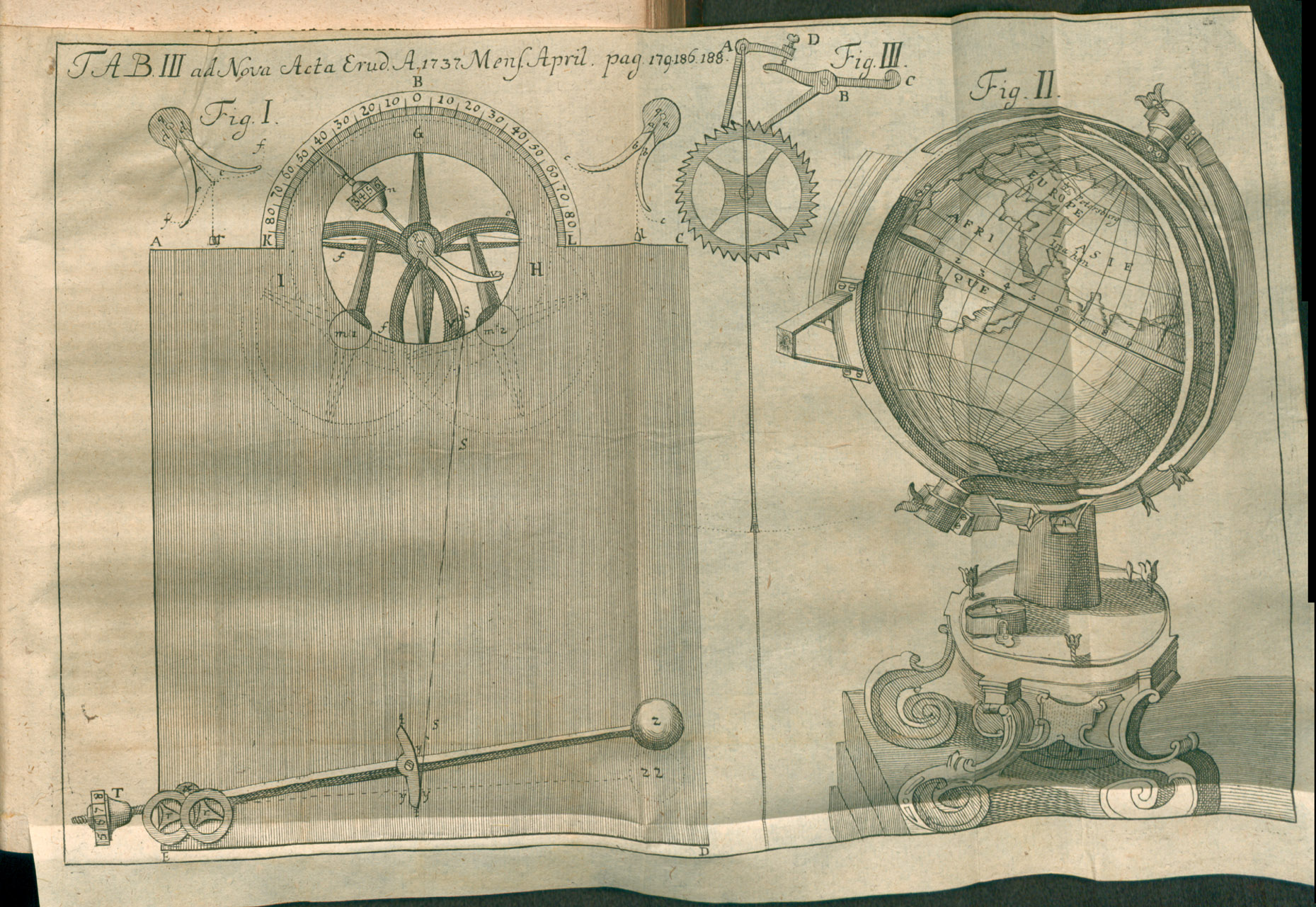
Tavola tratta dagli Acta Eruditorum del 1737

Nel 1791 era stato fondato l'Ordnance Survey della Gran Bretagna che terminò la Principal Triangulation of Great Britain nel 1853.
Nel 1807 venne fondato lo U.S. Survey of the Coast, che ribattezzato nel 1878 U.S. Coast and Geodetic Survey, è l'attuale United States National Geodetic Survey.
In Prussia fu direttamente lo Stato Maggiore dell'Esercito che realizzò la Preußische Uraufnahme fra il 1830 ed il 1865.
Il Topographisch-lithographische Anstalt des k. u. k. Generalquartiermeisterstabs (Ufficio Topo-Litografico dello Stato Maggiore dell'I.R. Esercito) dell'Impero austriaco divenne più tardi il Militärgeografisches Institut, che redasse la Franziszeische Landesaufnahme negli anni dal 1806 al 1869. Questo rilevamento fu eseguito contemporaneamente a quello del Catasto di Francesco II d'Asburgo-Lorena.
L'Ufficio federale di Topografia svizzero fu fondato nel 1838 e pubblicò nel 1862 la Dufourkarte.
L'Ufficio Tecnico dello Stato Maggiore fu creato nel 1865 nella nuova capitale italiana, Firenze, e tuttora vi ha sede, ribattezzato dal 1882 Istituto Geografico Militare. Nel 1875 iniziò la trentennale rilevazione della Carta Topografica d'Italia alla scala 1:100.000.

### Case editrici geografiche

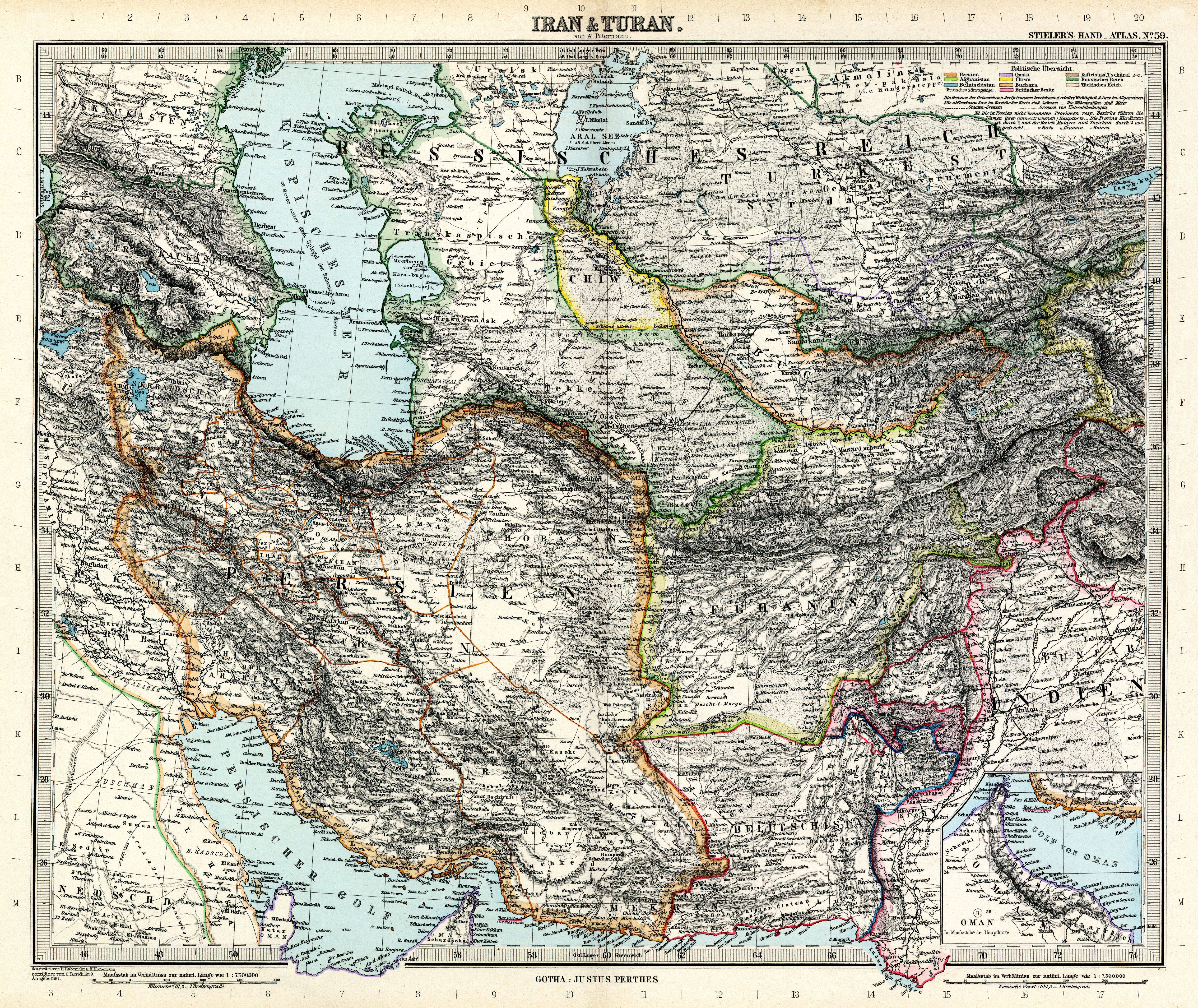
Iran e Turchestan nello Stielers Handatlas

Nell'Ottocento si svilupparono anche case editrici private dedicate alla geografia ed alla cartografia.
La prima di esse fu la Justus Perthes Verlag di Gotha, che dal 1817 al 1944 pubblicò lo Stielers Handatlas, inizialmente sotto la direzione di Adolf Stieler.
Seguì in Germania lo Andrees Allgemeiner Handatlas edito da Velhagen & Klasing di Bielefeld dal 1881 al 1939.
Nei Paesi Bassi il Bosatlas iniziò ad essere pubblicato nel 1877 ed è tuttora il più popolare in quel paese.
Negli Stati Uniti Rand McNally di Chicago cominciò a pubblicare il suo atlante nel 1881 ed è tuttora aggiornato.
Nell'Impero Austro-ungarico si distinse la casa editrice Freytag & Berndt di Vienna, nata nel 1885.
Nel 1895 in Gran Bretagna apparve il The Times Atlas, che inizialmente era l'edizione inglese dell'Andrees ed è tuttora edito.
In Italia l'Istituto Geografico De Agostini di Novara fu fondato nel 1901. Ricevette un grande impulso al suo sviluppo dal geografo e cartografo Luigi Visintin, che ne fu direttore scientifico a partire dal 1920. Divenne celebre per una serie di pubblicazioni fra cui il Calendario Atlante De Agostini, a tutt'oggi edito annualmente, ed il primo Grande Atlante Geografico italiano del 1922.

### Il meridiano di riferimento
Negli atlanti dell'Ottocento si usavano alternativamente tre meridiani fondamentali: il Meridiano dell'Isola del Ferro, il Meridiano di Parigi e il Meridiano di Greenwich. In molti atlanti gli stessi meridiani in alto erano numerati secondo l'Isola del Ferro e in basso secondo Parigi, o viceversa.
Il meridiano dell'Isola del Ferro perse credibilità quando ci si rese conto che esso non passava esattamente a 20° ovest rispetto a Parigi, bensì a 20° 29′ 53″. Ne scaturì una competizione fra Parigi e Greenwich, e a tal fine fu convocata una conferenza internazionale.
Nel 1884 la Conferenza internazionale dei meridiani riunitasi a Washington convenne che tutte le nazioni adottassero un medesimo meridiano di riferimento e a tal scopo venne scelto il meridiano di Greenwich (situato a 2° 20' 14" da Parigi). Tuttavia, l'adozione di tale standard fu lenta e differenziata da stato a stato: la Germania lo adotterà nel 1885, la Francia nel 1900, l'Austria-Ungheria cesserà nel 1918 senza averlo mai adottato.
Nella redazione della topografia nazionale, invece, si è continuato a fare riferimento ad un meridiano passante per il territorio nazionale. Così in Italia l'Istituto Geografico Militare ha usato, anche in tempi recenti, il meridiano di Monte Mario (Roma), situato a 12° 27' 10",93 E in E.D. 1950 da Greenwich.

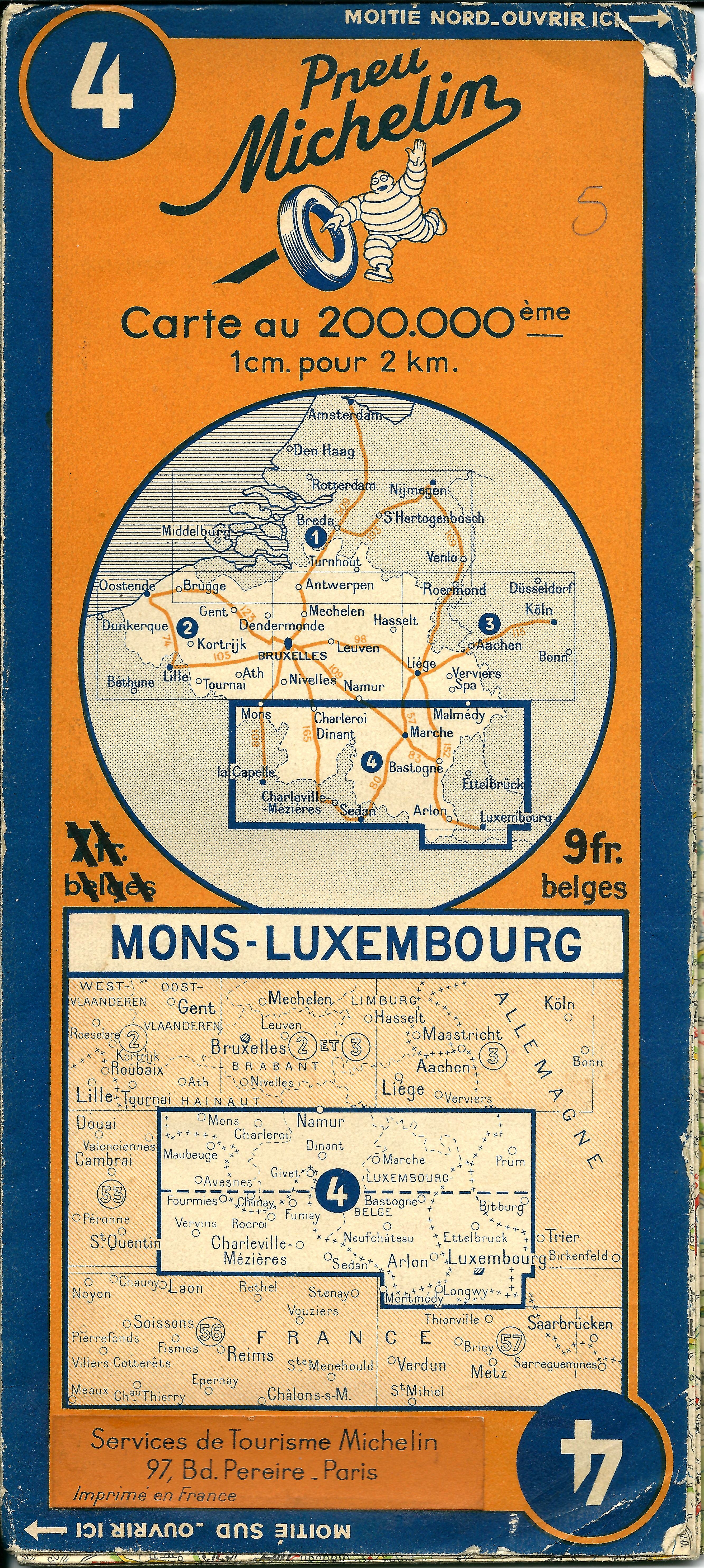
Carta Michelin del 1940

### Progressi nelle tecniche di stampa
Fin verso la fine dell'Ottocento le carte geografiche erano stampate a partire da incisioni su rame. Erano perciò in bianco e nero, e solo eventualmente venivano colorate a mano con acquarelli.
Alla fine dell'Ottocento si iniziò a stampare atlanti a colori mediante la tecnica della litografia (cromolitografia) e della fototipia. Dopo la Prima Guerra mondiale si è passati alla stampa offset.

### Carte automobilistiche
Anche grazie alla motorizzazione di massa, nel Novecento le cartine sono diventate un oggetto di consumo popolare, diffuse in tante case e automobili.
La prima carta stradale di Rand McNally, la New Automobile Road Map of New York City & Vicinity, fu pubblicata nel 1904. Questa casa editrice continuò a stampare carte stradali che venivano distribuite gratuitamente nelle stazioni di servizio dagli anni venti agli anni ottanta
Le "carte Michelin" furono inventate dalla fabbrica di pneumatici Michelin. La prima carta Michelin apparve nel 1905 in occasione della Coppa Gordon-Bennett. Nel 1910 iniziò la commercializzazione delle carte al 200.000. L'innovazione era il formato "a fisarmonica" mantenuto fino ad oggi.
In Italia fra i maggiori editori di carte stradali si segnalano il Touring Club Italiano (Atlante automobilistico in 3 voll., poi Atlante stradale d'Italia in due voll.) e l'Automobile Club d'Italia.
Con la diffusione del GPS nel XXI secolo l'uso delle carte stradali è andato scemando.

## La cartografia nell'era informatica

### Fotogrammetria aerea e satellitare
Già a partire dagli anni venti si era diffusa la fotografia aerea e nel Dopoguerra si era sviluppata l'aerofotogrammetria, ovvero l'uso della fotografia aerea per eseguire misurazioni e rilievi. Questa sostituì gradualmente i rilevamenti terrestri, in quanto gli aeroplani permettono di fotografare ampie aree simultaneamente.

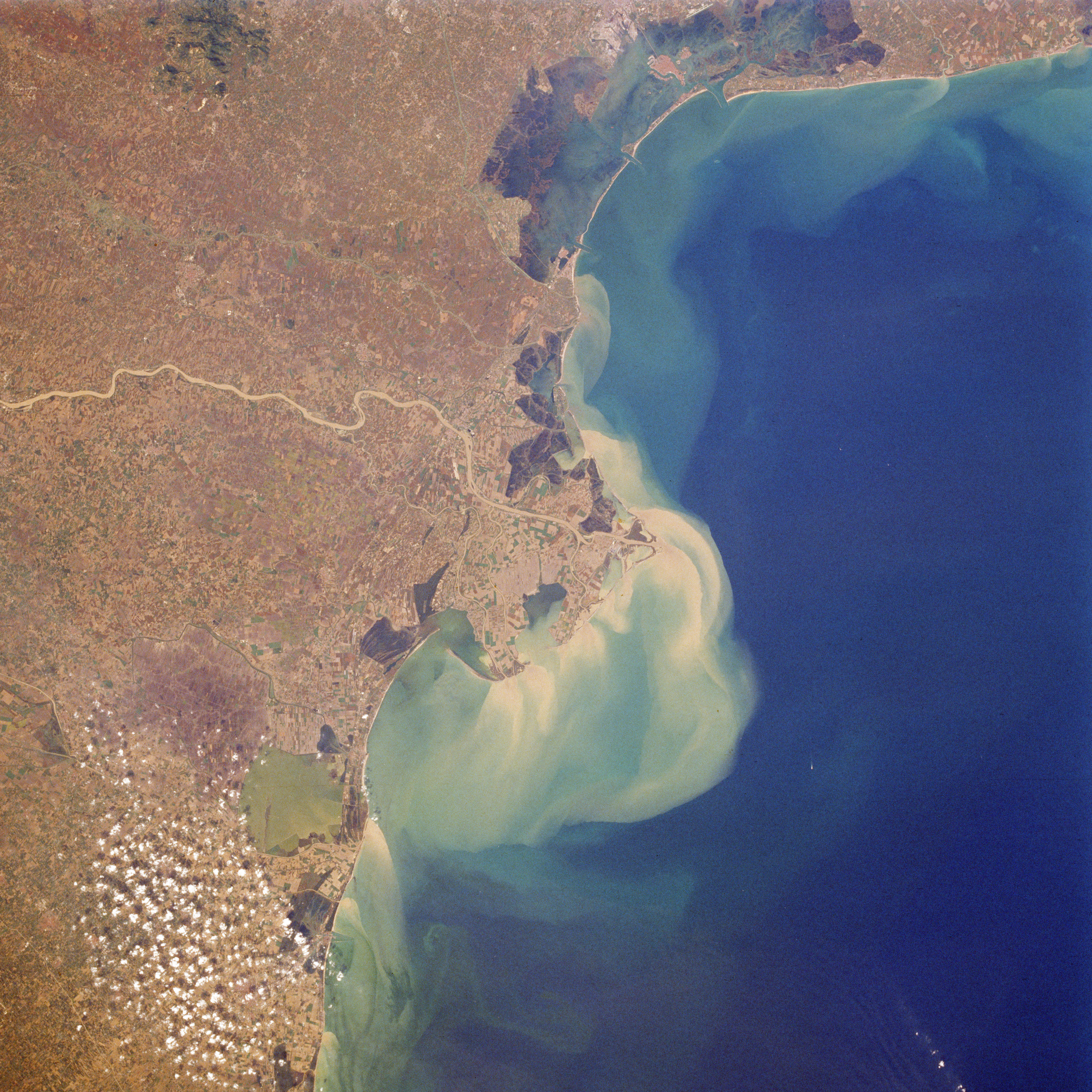
Delta del Po e laguna di Venezia in un'immagine satellitare

Dagli anni ottanta si sono diffuse le immagini satellitari ottenute da satelliti per telerilevamento, che hanno definitivamente soppiantato le rilevazioni mediante teodolite. In particolare il satellite permette di effettuare rilievi di aree difficilmente accessibili o teatro di combattimenti e di catastrofi: anche in queste zone adesso le carte possono essere aggiornate in breve tempo.

### Informatica geospaziale
Le immagini prese dal satellite in forma elettronica hanno permesso di informatizzare l'attivià cartografica. 
Dagli anni novanta sono stati creati a tal fine specifici programmi informatici detti Geographic Information Systems o in forma abbreviata GIS. Essi consentono di ricevere, immagazzinare, elaborare, analizzare, gestire e rappresentare dati di tipo geografico. 
Queste tecniche hanno permesso di abbattere i costi di stampa delle carte geografiche; in particolare consentono di produrre carte che mostrano piccole differenze senza dover incidere una nuova tavola.
Questo mutamento tecnologico ha anche cambiato radicalmente il lavoro del cartografo: la competenza professionale si è trasformata da principalmente manuale, e in certi casi anche artistica, a tecnologica, ed ha comportato un lavoro davanti allo schermo meno vario.

### Carte geografiche su supporto informatico
Il XXI secolo ha portato su più ampie basi la rappresentazione di carte geografiche su CD-ROM e online. Oggi vengono prodotte ogni giorno in Internet più carte interattive di quante ne siano state stampate nel secolo passato. La più famosa di queste carte interattive è Google Maps, che copre buona parte del pianeta.
I sistemi satellitari di navigazione (o "GNSS") sono dei sistemi di geo-radiolocalizzazione che utilizzano una rete di satelliti artificiali in orbita e pseudoliti. Fra di essi il più famoso è il Global Positioning System (GPS). La ricezione del segnale radio satellitare GPS è possibile attraverso dispositivi mobili, soprattutto navigatori satellitari con visualizzazione grafica raster, che sono prodotti di punta degli istituti cartografici.
La rappresentazione tridimensionale ad uso domestico su normali PC è diventata popolare grazie a Google Earth, un software che genera immagini virtuali della Terra utilizzando immagini satellitari ottenute dal telerilevamento terrestre, fotografie aeree e dati topografici memorizzati in una piattaforma GIS.

## Storia della storiografia cartografica
Serie ricerche riguardo alla storia delle singole carte ed opere cartografiche cominciarono all'inizio del XIX secolo. Con l'avvento della litografia divenne possibile pubblicare riproduzioni di carte antiche in modo razionale. Si distinsero a questo riguardo il portoghese Manoel Francisco de Santarém (1839) e lo studioso svedese di Finlandia Adolf Erik Nordenskiöld con le opere Facsimile-atlas to the early history of cartography (1889) e Periplus (1897). Fra gli italiani ricordiamo il sanscritista Francesco Lorenzo Pullè, autore de La cartografia antica dell'India.
Dopo la Prima Guerra Mondiale l'esule russo Leo Bagrow iniziò a confrontare le fonti storiche della cartografia. Egli fondò e diresse dal 1935 fino alla morte nel 1957 la rivista Imago Mundi, in inglese, tuttora annuale e fra le più autorevoli riviste in materia.
Per quanto riguarda l'Italia, bisogna ricordare l'opera di Roberto Almagià, che nel 1929 pubblicò i Monumenta Italiae Cartographica, in cui sono riprodotte le carte geografiche generali e regionali italiane dal XIV al XVII secolo, e fra il 1944 ed il 1955 curò i Monumenta Cartographica Vaticana.
Nel 1964 si tenne a Londra la prima "Conferenza internazionale di storia della cartografia" (ICHC). La IX di queste conferenze si tenne in Italia, fra Pisa, Firenze e Roma, nel 1981.
Nell'area di lingua tedesca apparve nel 1990 la rivista semestrale di storia della cartografia Cartographica Helvetica.
Tuttora fondamentale è il Lexikon zur Geschichte der Kartographie del 1986, curato da Ingrid Kretschmer, Johannes Dörflinger e Franz Wawrik. Le conoscenze della materia sono suddivise in articoli, ordinati alfabeticamente lunghi al massimo cinque pagine.
Diversa è la monumentale The history of cartography, pubblicata in sei volumi a partire dal 1987 a Chicago a cura di John Brian Harley e David Woodward. Gli articoli di questo dizionario sono ordinati tematicamente e sono lunghi anche più di cento pagine.

## Bibliografia

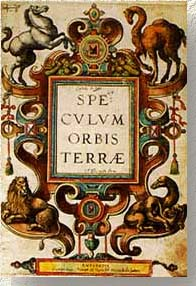
Frontespizio dello Speculum Orbis Terrae

### Riviste
- Imago Mundi. Journal on the history of cartography. Berlino [già: Londra]: Imago Mundi Ltd., 1935– [annuale].
- Cartographic Journal.
- Kartographische Nachrichten 1951– [6 numeri all'anno].

### Opere generali
- Leo Bagrow, rivisto da R.A. Skelton, History of Cartography, Transaction Publishers, 1986.
- Harley, J.B.; Woodward, David (a cura di), The history of cartography, Chicago, University of Chicago Press, 1987 Edizione telematica dei primi tre volumi
- Kretschmer, Ingrid et al., Lexikon zur Geschichte der Kartographie. Von den Anfängen bis zum Ersten Weltkrieg, Vienna, Deuticke, 1986.
- Stams, Werner, Kartographiegeschichte in: Bollmann, Jürgen; Koch, Wolf Günther (a cura di), Lexikon der Kartographie und Geomatik, II vol., Heidelberg, Spektrum Akademischer Verlag, 2002. S. 4–11. ISBN 3-8274-1056-8
- Wallis, Helen M., Cartographical innovations. An international handbook of mapping terms to 1900, Map Collector Publications, 1987. ISBN 0-906430-04-6

### Monografie
- Almagià, Roberto, Monumenta Italiae Cartografica, Firenze, Istituto Geografico Militare, 1929
- Bagrow, Leo; Skelton, R.A., Meister der Kartographie. 6. Aufl. Berlin: Gebr. Mann, 1994. ISBN 3-7861-1732-2
- Behr, Wolfgang, Placed into the Right Position — Etymological Notes in Tu and Congeners, in Bray Francesca, Dorofeeva-Lichtmann Vera e Métailié Georges (a cura di) Graphics and Text in the Production of Technical Knowledge in China: The Warp and the Weft, Brill, 2007
- Barber, Peter, Das Buch der Karten. Meilensteine der Kartografie aus drei Jahrtausenden, Darmstadt. Primus, 2006. ISBN 3-89678-299-1
- Harvey, P.D.A., The history of topographical maps. Symbols, pictures and surveys, Londra, Thames & Hudson, 1980.
- Hsu, Mei-ling. "The Qin Maps: A Clue to Later Chinese Cartographic Development," Imago Mundi (Volume 45, 1993): 90–100.
- Kupčík, Ivan: Alte Landkarten. Von der Antike bis zum Ende des 19. Jahrhunderts., Artia Verlag, Praga, 1980
- Needham, Joseph, Scienza e civiltà in Cina, 3° vol. Matematica e scienze del cielo e della terra, Torino, Einaudi, 1981-3.
- Pickles, John, A History of Spaces: Cartographic Reason, Mapping, and the Geo-coded World (tascabile), Routledge, 2003
- Sammet, Gerald, Der vermessene Planet. Bilderatlas zur Geschichte der Kartographie, Hamburg, GEO im Verlag Gruner+Jahr, 1990. ISBN 3-570-03471-2
- Schneider, Ute, Die Macht der Karten. Eine Geschichte der Kartographie vom Mittelalter bis heute, 2. Aufl. Darmstadt, Primus, 2006. ISBN 3-89678-292-4
- Seifert, Traudl, Die Karte als Kunstwerk : dekorative Landkarten aus Mittelalter u. Neuzeit; Unterschneidheim: Uhl, 1979. (Ausstellungskataloge / Bayerische Staatsbibliothek; 19). ISBN 3-921503-55-8
- D.C.C. Sircar, Studies in the Geography of Ancient and Medieval India, Motilal Banarsidass Publishers, gennaio 1990, ISBN 81-208-0690-5.
- Xumei Yi e Xiuwen Liu, The calligraphy and printing cultural heritage of Gansu — the development of the engraved printing process and papermaking: an archaeological approach, in Susan M. Allen, Zuzao Lin, Xiaolan Cheng e Jan Bos (a cura di), The History and Cultural Heritage of Chinese Calligraphy, Printing and Library Work, Walter de Gruyter, 2010, ISBN 978-3-598-44179-0.
- Alessandro Giuliani, "Campi Flegrei, Atlante di cartografia storica",  anno 2013, ISBN 978-88-91107-26-8